# Landasseln

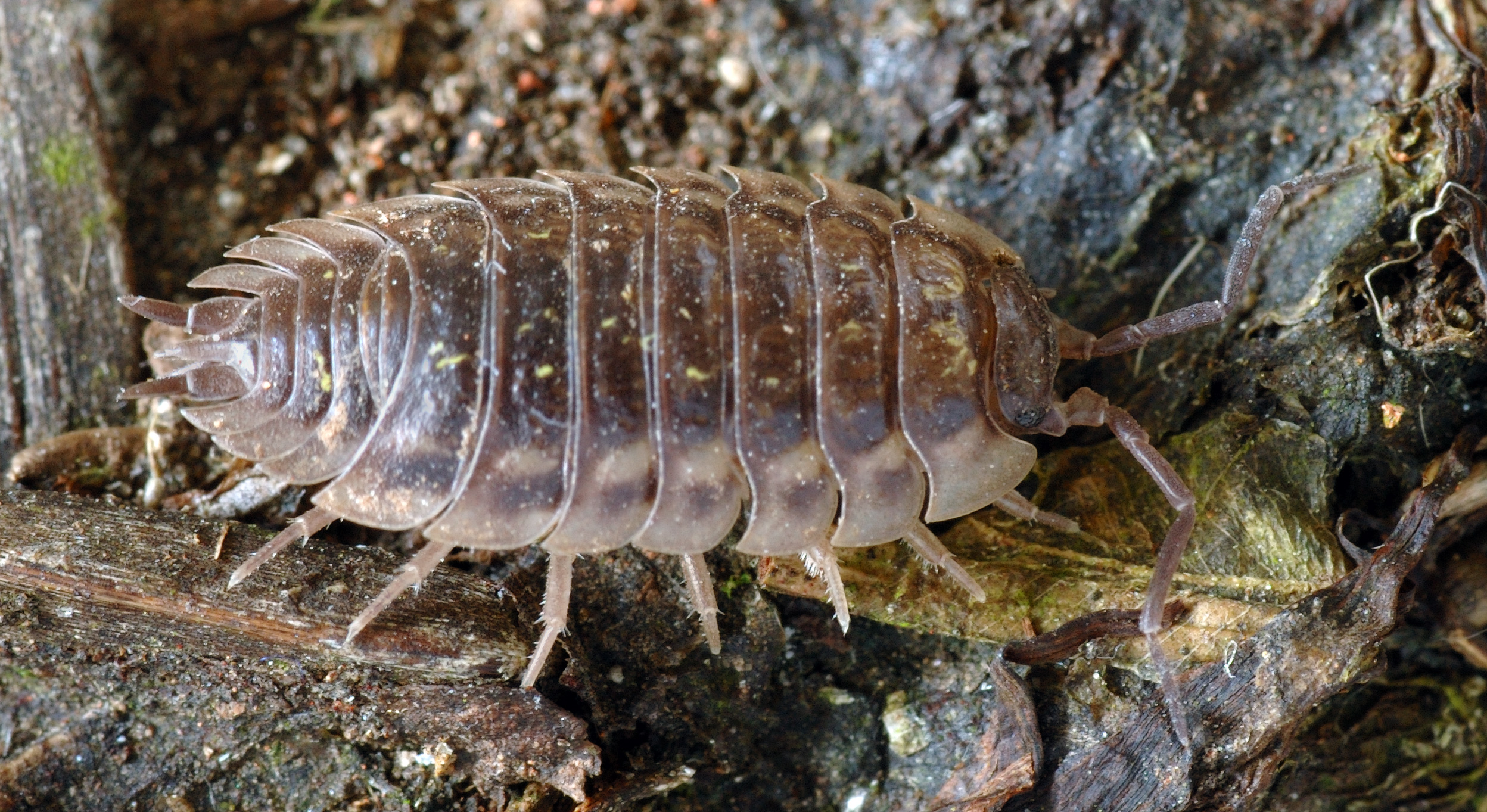
Mauerassel von oben

Die Landasseln (Oniscidea) sind eine an Land lebende Unterordnung der Asseln (Isopoda). Sie gehören zu den wenigen Krebstieren, die nicht nur dauerhaft an Land leben, sondern sich dort auch fortpflanzen können. Weltweit gibt es mehr als 3700 bekannte Landasselarten, die sich auf mehrere Familien verteilen. In Deutschland sind rund 50 Arten heimisch.

## Anatomie
Die Landasseln entsprechen in ihrem Habitus den anderen Gruppen innerhalb der Asseln, die charakteristischen anatomischen Merkmale der Landasseln sind eher unauffällig. Hierzu gehören vor allem die zu kleinen Stummeln reduzierten 1. Antennen sowie die fehlenden Palpen an den Mandibeln. Die ersten beiden Beinpaare des Hinterleibes (Pleopoden) sind bei den Männchen zu stempelartigen Begattungsorganen umgewandelt.
Die meisten Landasseln werden zwischen zwei und 20 Millimeter lang und sind dorsoventral abgeflacht und langoval. Der Körper besteht aus deutlich erkennbaren Einzelsegmenten, die jeweils einen breiten Rückenschild tragen. Als Körperabschnitte lassen sich vor allem von unten ein Kopfbrust-Abschnitt (Cephalothorax), ein Brustabschnitt (Peraeon) sowie ein Hinterleib (Abdomen) erkennen.

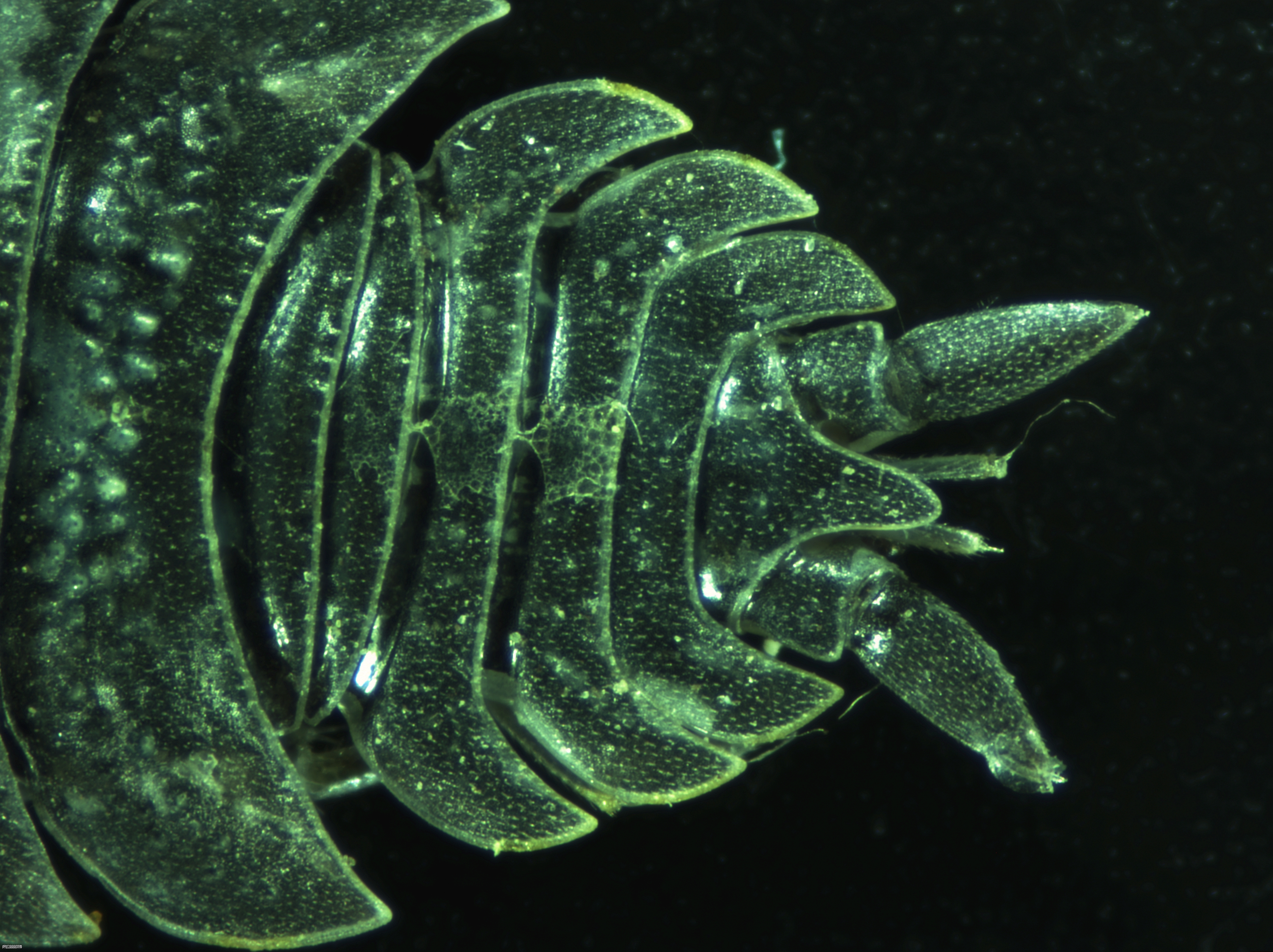
Porcellio scaber (Kellerassel); dorsale Sicht auf das Abdomen mit Telson und Uropoden. Bildbreite ca. 6,0 mm

Der Kopf ist mit dem ersten Brustabschnitt verschmolzen und trägt neben den Facettenaugen auch zwei Antennenpaare, von denen das erste Paar sehr klein und das zweite meist sehr groß ist. Auf der Unterseite des Kopfes liegen die Mundwerkzeuge, die wie bei allen Höheren Krebsen aus den Mandibeln sowie zwei Paar Maxillen bestehen.
Das Peraeon trägt die sieben Laufbeinpaare der Tiere (Peraeopoden), die jeweils stabartig und alle gleich gebaut sind. Die einzelnen Brustsegmente sind im Gegensatz zu denen des Cephalothorax frei gegeneinander beweglich. Als letzter Abschnitt folgt der Hinterleib, der ebenfalls Extremitäten trägt (Pleopoden). Diese sind allerdings nicht mehr als Beinpaare ausgebildet, sondern bilden flache Platten, die an der Unterseite der Tiere anliegen und die Kiemen bzw., bei weiter entwickelten Arten, die Respirationsflächen abdecken (siehe unten). Das letzte Segment läuft in einem so genannten Telson aus, welches beidseitig von Uropoden flankiert wird, die gemeinsam mit dem Telson einen Schwanzfächer bilden und als Tastorgane dienen.

## Physiologische Anpassungen an die terrestrische Lebensweise
Bei Landasseln gibt es verschiedene Grade der Anpassung an das Landleben. Ursprüngliche Arten wie die Strandassel führen noch ein fast amphibisches Leben und sind Kiemenatmer. Höher entwickelte Arten haben schon Trachealorgane entwickelt.

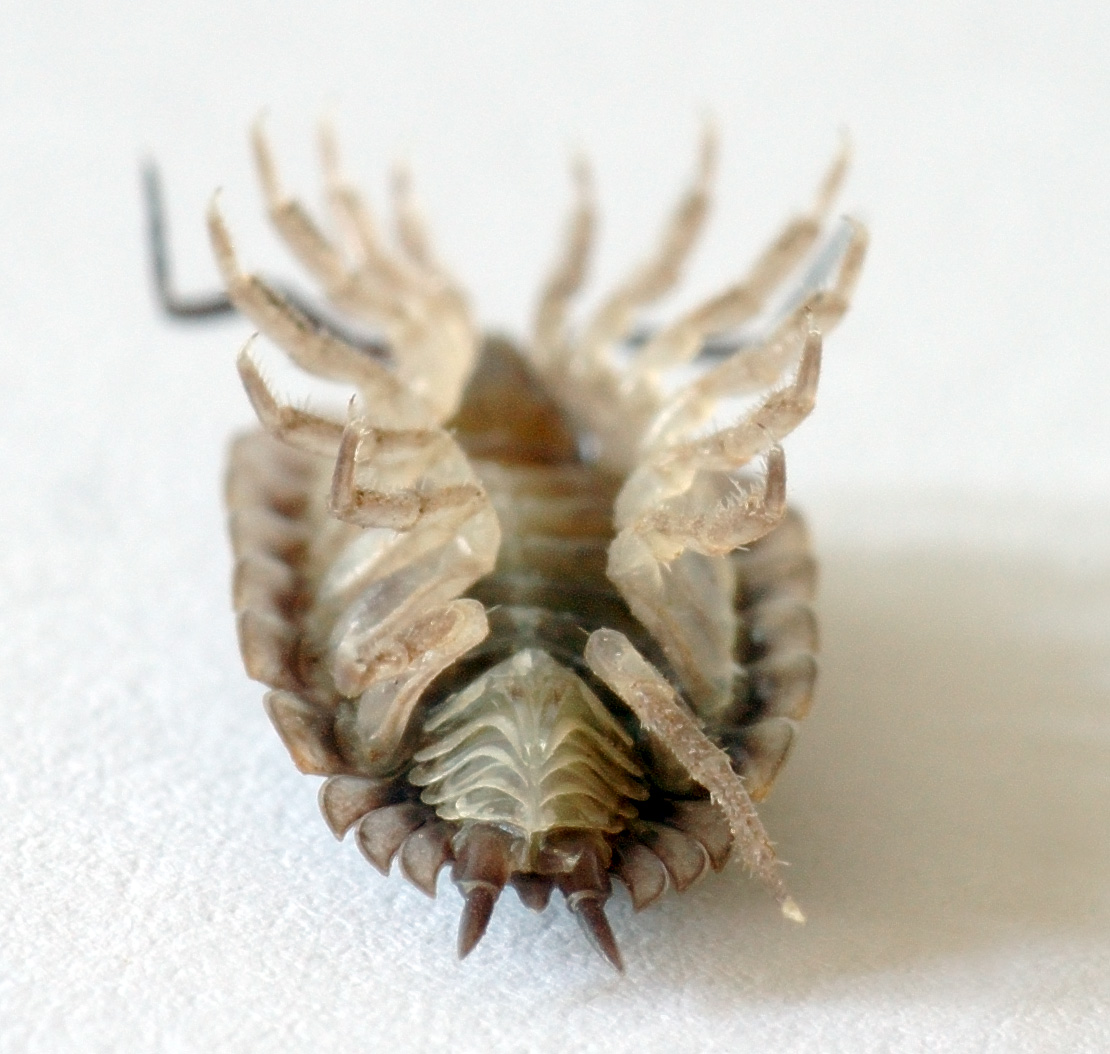
Mauerassel mit deutlich erkennbaren, abgeflachten Pleopoden als „Kiemenbeine“

Diese Arten besitzen verzweigte Einstülpungen an den Exopoditen der Pleopoden, wo Luft eindringen und Sauerstoff vom Blut aufgenommen werden kann. Diese Organe lassen sich sehr gut daran erkennen, dass sie sich durch die enthaltene Luft weiß färben (Weißkörper). Trotzdem ist bei diesen schon spezialisierten Arten auch die Kiemenatmung noch erhalten, und zwar an den Pleopoden, die Mauerassel besitzt nur die Kiemenatmung. Deshalb mögen Asseln feuchten Lebensraum, denn die Kiemen müssen immer von einem dünnen Wasserfilm überzogen sein. Dazu dient ihnen ein Wasserleitsystem aus offenen Längsrinnen am gesamten Körper, vor allem am Bauch. Zur Trinkwasseraufnahme ist dieses Leitsystem jedoch nicht geeignet, Landasseln trinken Wasser also oral.
Das Wasserleitsystem dient bei ihnen gleichzeitig der Exkretion und dem Feuchthalten der Kiemen. Die in dem System zirkulierende Flüssigkeit ist das Sekret der Maxillendrüsen, das als Exkretionsprodukt Ammoniak enthält, der so durch Verdunstung an die Luft abgegeben werden kann. Die ammoniakfreie Flüssigkeit gelangt dann zu den Kiemen, und der Überschuss kann wieder durch den After aufgenommen werden.
Interessant ist das Phänomen, dass sich in den Kiemenkammern der Landasseln, die vollständig gegenüber der Außenwelt abgeschlossen sind, eine spezielle Kiemenfauna entwickelt hat. Mikroskopisch kleine, wasserbewohnende Lebewesen können dieses Zootelma als Lebensraum nutzen. Die Biozönose besteht beispielsweise aus Fadenwürmern (Nematoda) der Gattung Matthesonema, Rotatorien der Gattung Mniobia und verschiedenen freischwimmenden oder festsitzenden Wimpertierchen, z. B. der Gattung Ballodora. Die Ahnenformen dieser Tiere stammen teilweise aus dem Meer und teilweise aus dem Boden terrestrischer Lebensräume. Um die neue Cuticula nach der Häutung sowie die Jungtiere zu besiedeln, schwimmen die Tiere bei der Häutung aktiv aus der alten Cuticula heraus, die sessilen Wimpertierchen bilden Schwärmer.

## Lebensweise

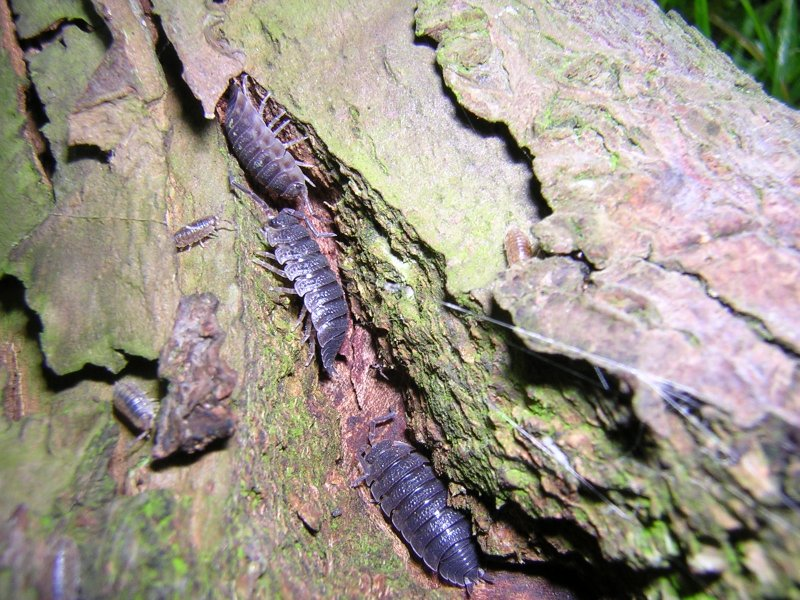
Landasseln im Baumstamm

Die Cuticula der Landasseln enthält Chitin, besitzt aber keine Wachsschicht. In trockener Atmosphäre sind die Wasserverluste durch Verdunstung daher extrem groß. Deshalb sind die Tiere vor allem im Sommer nachtaktiv und verbergen sich tagsüber unter Steinen, Rinde oder in der Vegetation. Im Frühjahr und Spätherbst nimmt die Aktivität am Tage wieder deutlich zu. Dabei bilden sich häufig große Ansammlungen von Tieren (Aggregationen).
Vor allem Rollasseln und in noch größeren Ausmaß Arten wie die Wüstenassel (Hemilepistus reaumuri) haben sich durch ihre vollständige Umstellung auf die Tracheenatmung und weitere Anpassungen auch an trockenere Lebensräume angepasst.

### Ernährung
Landasseln gehören gemeinsam mit den Springschwänzen (Collembola), verschiedenen Milben und Tausendfüßern zur typischen Fauna der Bodenoberfläche und spielen eine wichtige Rolle als Destruenten organischen Materials, sind also von großer ökologischer Bedeutung als Zersetzer und Humusbildner.
Sie ernähren sich vor allem von zerfallendem pflanzlichem Material, insbesondere von Falllaub und Holz, fressen jedoch auch Algen, Pilzhyphen, Kadaver von Insekten, Kot und Spinneneier. Ihr eigener Kot wird ebenfalls mehrfach aufgenommen (Koprophagie), da er bei einer einfachen Darmpassage durch den hohen Anteil an Zellulose und Lignin noch nicht vollständig abgebaut werden kann. Durch die zusätzliche Aufnahme von Sand und anderen mineralischen Bestandteilen des Bodens bildet der Kot wie bei den Regenwürmern Ton-Humus-Komplexe, die als Bodenbestandteile wichtig sind.
Während sie in Mitteleuropa im Vergleich mit den Regenwürmern eine eher unbedeutende Rolle bei der Bodenbildung spielen, stellen sie in trockenen Gegenden häufig die einzigen Streuzersetzer dar. In den Wüstengebieten Nordafrikas findet sich etwa die Wüstenassel, die dort in weiten Teilen die einzige Bodentierart mit dieser ökologischen Funktion darstellt.

### Fortpflanzung

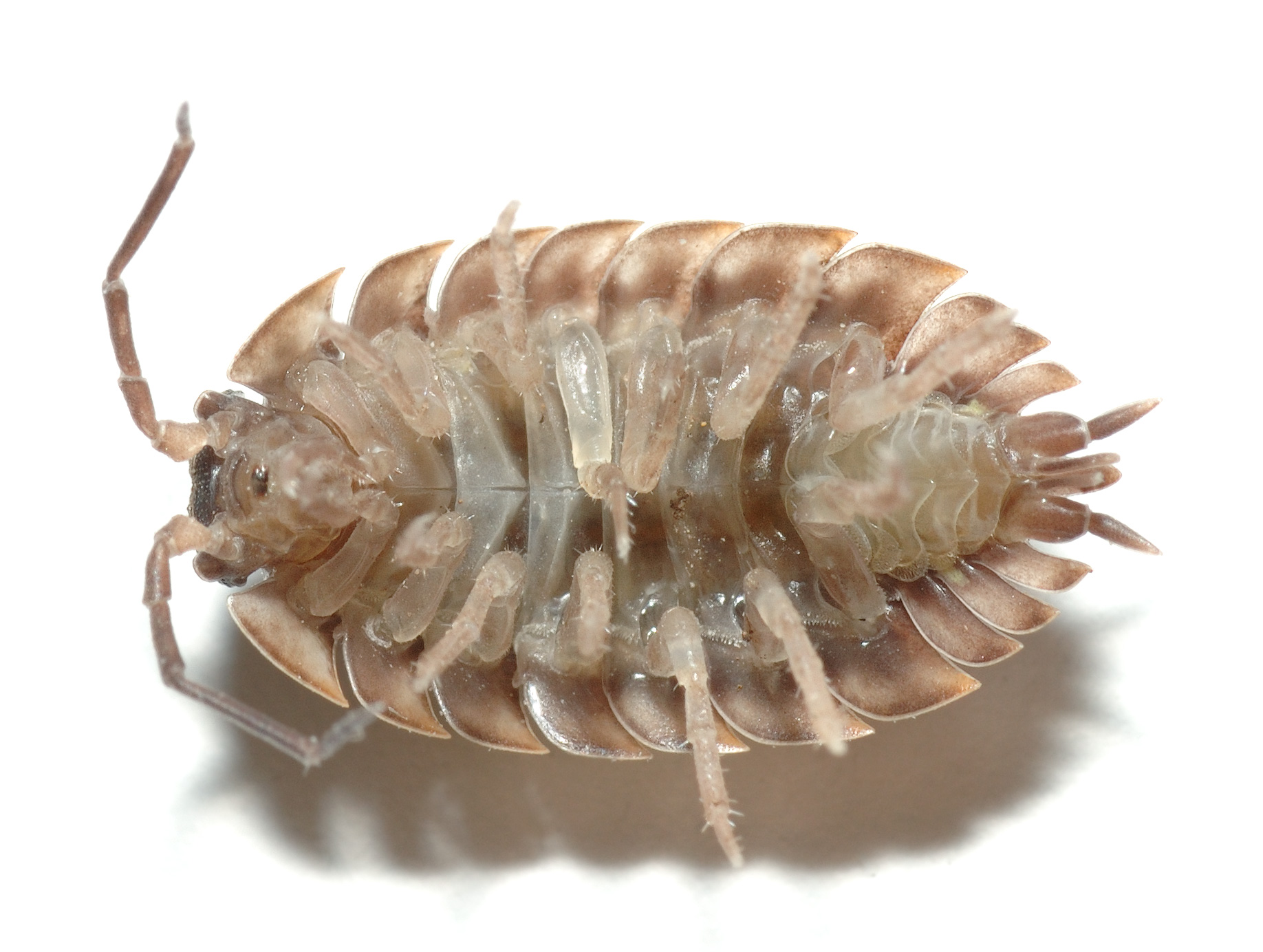
Weibliche Mauerassel mit deutlich erkennbarem Marsupium zwischen den Beinen

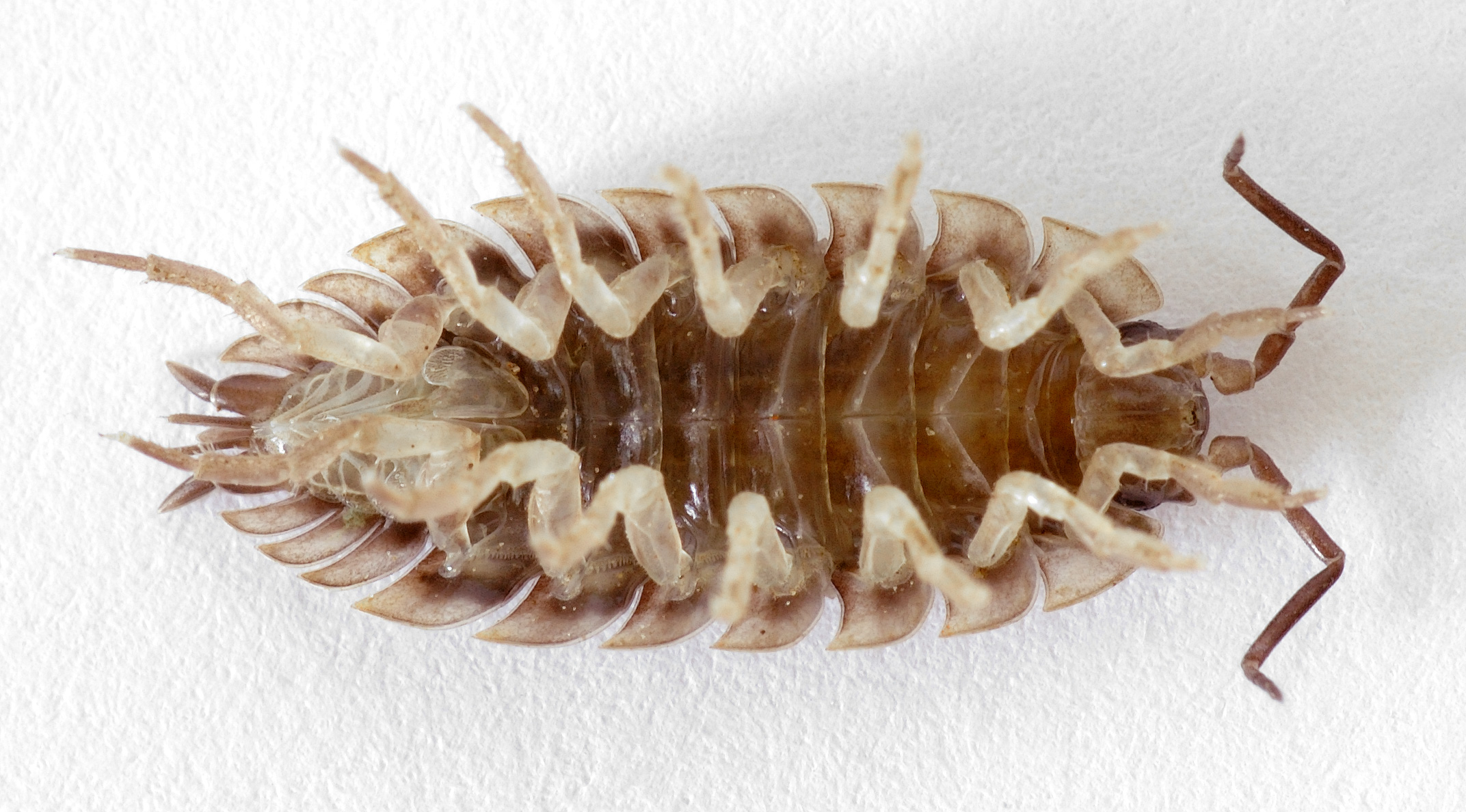
Männliche Mauerassel ohne Marsupium, aber mit umgebildeten ersten Pleopoden

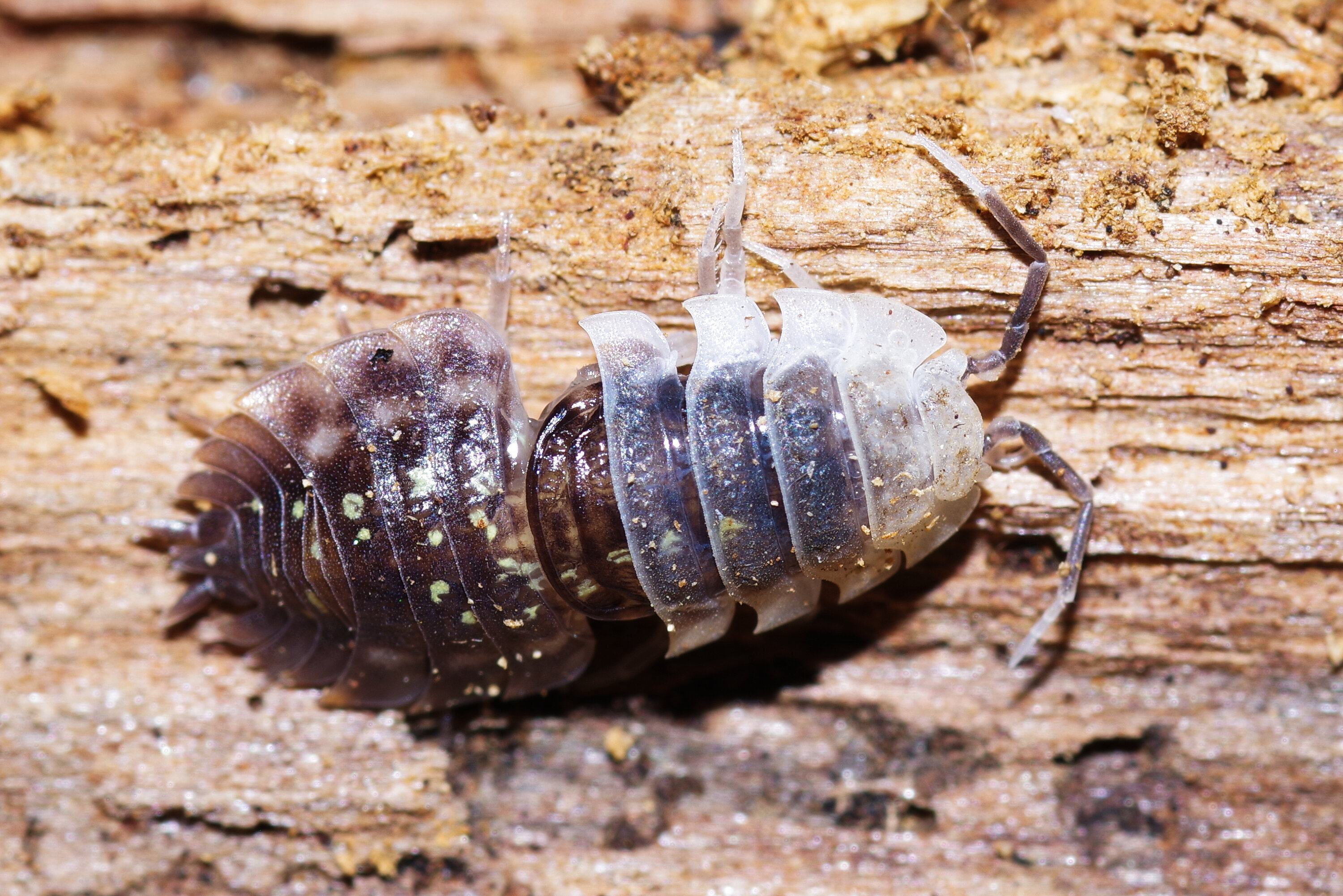
Mauerassel bei der Häutung

Asseln sind, von einigen Ausnahmen abgesehen, getrenntgeschlechtlich. Die Geschlechtsreife erreichen die Tiere artabhängig im ersten bis dritten Lebensjahr.
Die Paarung erfolgt ohne Paarungsrituale oder Ähnliches im Lebensraum der Tiere. Nach der Paarung häuten sich die Weibchen und entwickeln dabei zwischen den Laufbeinhüften einen Brutraum, der als Marsupium bezeichnet wird, und legen in diesen die Eier ab (10–70 bei der Kellerassel, 20–160 bei der Rollassel). Die eitragenden Weibchen scheiden eine Flüssigkeit ins Marsupium ab, in der sich die Eier wie in einem „tragbaren Aquarium“ entwickeln können. Die Jungtiere schlüpfen nach 40 bis 50 Tagen und werden dann freigesetzt. Der zu diesem Zeitpunkt noch sehr dünne Panzer wird in einer Doppelhäutung ersetzt und verhärtet dann.
Wachsen kann die Assel nur, wenn sie sich häutet. Dabei platzt der Panzer in der Mitte des Tieres auf und durch Pumpbewegungen wird der hintere Teil des Panzers abgestreift. Danach wird der vordere Teil durch weitere Kontraktionen abgestoßen. Das kann einige Stunden bis zu zwei Tage dauern. Die Hülle wird danach oft aufgefressen, da sie wichtige Nährstoffe enthält. Wie andere Krebse häuten sich Asseln dabei lebenslang.

### Fressfeinde und Krankheiten
Spinnen der Gattung Dysdera wie zum Beispiel der Große Asseljäger sind auf Asseln als Nahrung spezialisiert. Die Larven der Asselfliegen leben als Parasitoide in Asseln und fressen von deren Hämolymphe und den Organen, wobei die lebenswichtigen Organe erst am Ende verzehrt werden. Nach der Verpuppung verlassen sie den inzwischen toten Wirt als adulte Fliegen. Weiterhin wurden Spitzmäuse, Igel, der Steinkauz, Kröten, Frösche, Blindschleichen, Kurzflügler, Laufkäfer, Wolfsspinnen, Weberknechte und Hundertfüßer als Fressfeinde nachgewiesen, all diese Tiere sind aber nicht auf Landasseln als Nahrungsquelle angewiesen, sondern fressen diese nur gelegentlich. Des Weiteren gibt es eine tödliche Erkrankung, das Iridovirus. Befallene Asseln sind blau oder violett verfärbt und sterben nach einiger Zeit.
Zum Schutz vor Fressfeinden können sich einige Landasseln, wie z. B. Vertreter der Familien Armadillidae, Cylisticidae oder Armadillidiidae zu einer Kugel einrollen. Andere Arten können ein schmieriges Sekret absondern, dies hält Feinde jedoch nicht zuverlässig ab.

## Verbreitung und Lebensräume
Landasseln sind weltweit in allen terrestrischen Lebensräumen verbreitet, eine Ausnahme stellen dabei nur die polaren Gebiete dar. Die größte Artenzahl trifft man in den Tropen und Subtropen an, vor allem in Lebensräumen mit hoher Luftfeuchtigkeit. Sehr wenige Arten leben dagegen in besonders trockenen Gebieten, namentlich den                        Wüsten.
Während einige Arten wie die Kellerassel oder die Mauerassel heute weltweit anzutreffen sind (Kosmopoliten), gibt es eine Vielzahl von Arten mit sehr begrenzten Lebensräumen und einer sehr engen Toleranz gegenüber ökologischen Veränderungen ihrer Habitate.

## Systematik

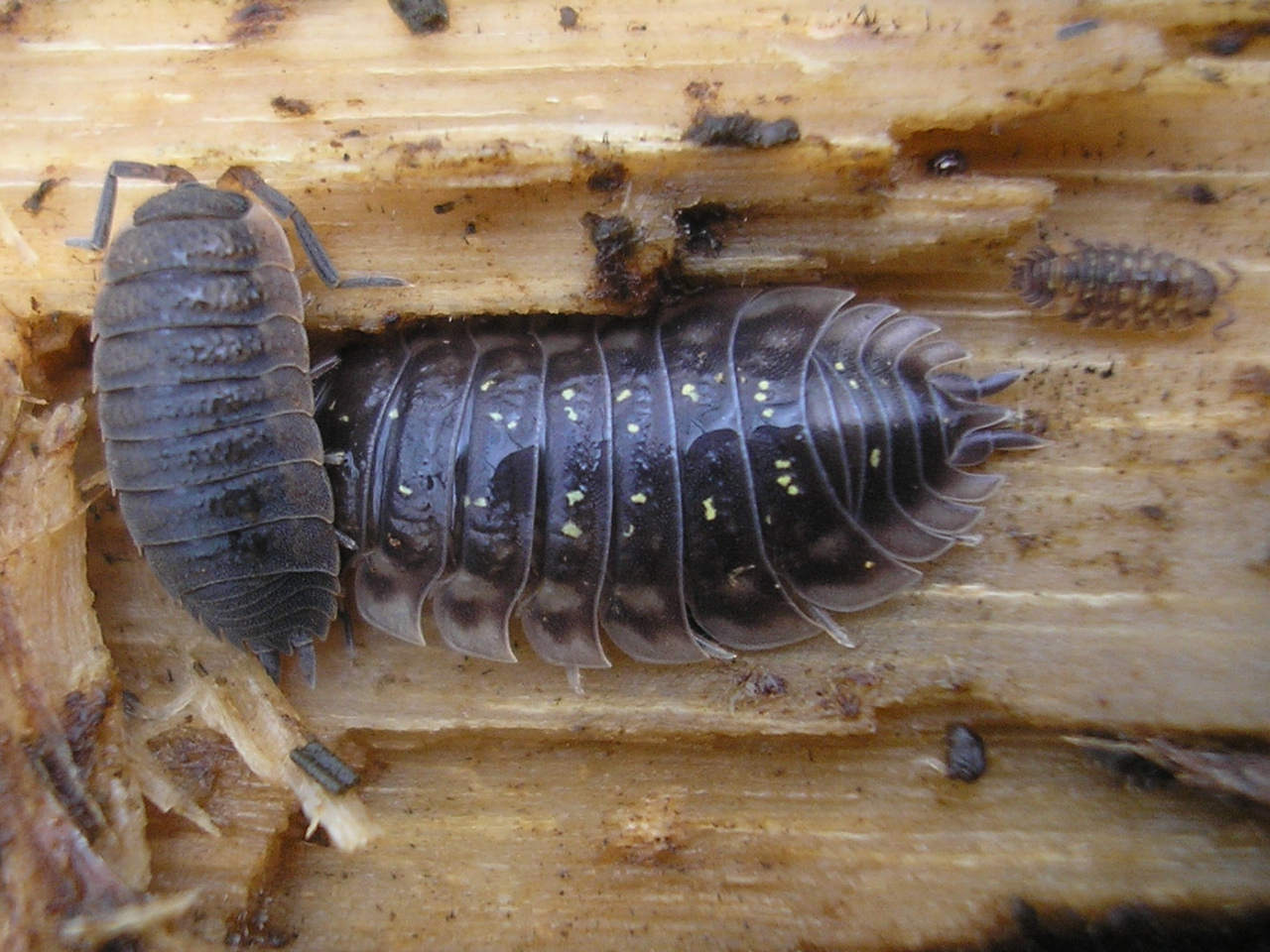
Kellerassel (links) und Mauerassel (rechts). Ganz rechts eine junge Mauerassel

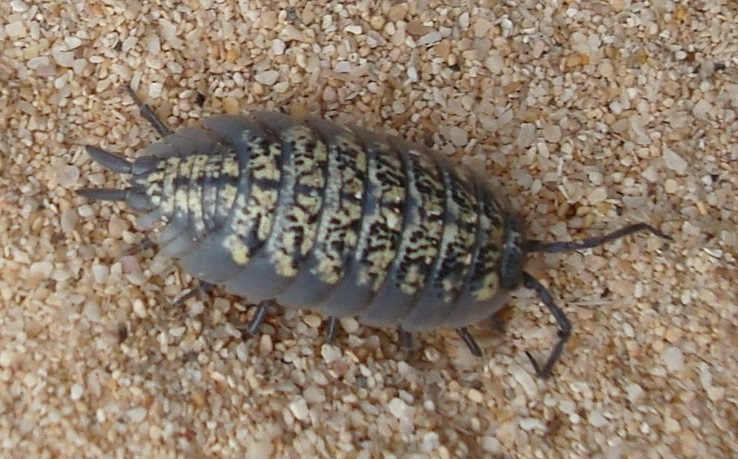
Porcellio spinipes (Fuerteventura) - Familie Kellerasseln (Porcellionidae)

Die Landasseln sind in der Systematik der Krebstiere (Crustacea) eine der, je nach Auffassung, acht bis elf Unterordnungen der Asseln (Isopoda). Ihre Zusammengehörigkeit gilt traditionell durch zahlreiche morphologische Autapomorphien als bestens abgesichert. Durch genetische Untersuchungen wurde allerdings 2019 nachgewiesen, dass das Taxon nur dann monophyletisch ist, wenn die an Meeresufern lebende Gattung Ligia (mit der Klippenassel Ligia oceanica) ausgeschlossen wird; diese ist näher mit marinen Asselarten verwandt als mit den anderen Landasseln. Die bisherige Familie Ligiidae wäre dann monophyletisch, wenn Ligia ausgeschlossen wird.
Latreille stellte 1829 als Erster die Landasseln als eigene Unterordnung der Asseln dar. 1833 teilte Brandt die Landasseln in die semi-aquatisch lebenden „Ligieae“ (Klippenasseln) und die restlichen Landasseln, die „Oniscinea“. Diese unterteilte er in die Asseln mit der Fähigkeit, sich einzurollen („Armadillina“), und in jene, die dieses Verhalten nicht besitzen („Porcellionea“). Tabacaru und Danielopol unterschieden zwei Gruppen: Tylomorpha mit der einzigen Familie Tylidae und Ligiamorpha mit allen übrigen Familien.

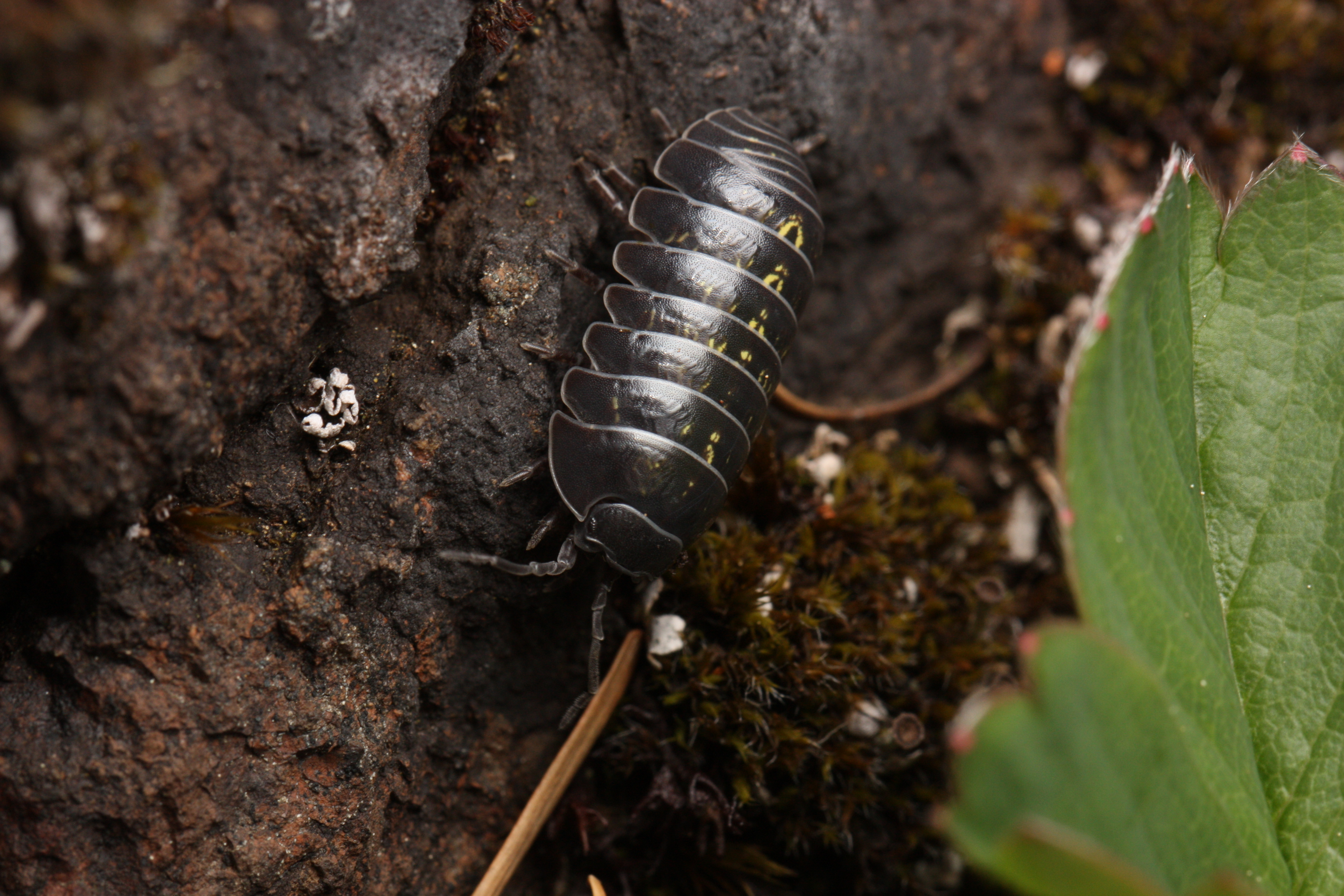
Die Gemeine Rollassel Armadillidium vulgare.

Die Systematik der Landasseln ergibt heute, von der Position der Gattung Ligia abgesehen, nach den morphologischen und den genetischen Daten ein übereinstimmendes und damit recht gut abgesichertes Bild. Demnach sind die basalste Gruppe der Landasseln die Sektion Diplocheta mit der (ehemaligen) Familie Ligiidae (also den Ligiidae exkl. Ligia). Die übrigen Landasseln bilden, als Holoverticata, deren Schwestergruppe. Als Nächstes abgetrennt ist die Sektion Tylida mit der einzigen Familie Tylidae, der dann die verbleibenden Gruppen als Orthogonopoda entgegengestellt werden können. Basalste Gruppe von diesen ist die rätselhafte, nur zwei Arten umfassende Gattung Mesoniscus, die dann allein eine Familie Mesoniscidae und eine Sektion Microcheta aufbaut. Ihre Schwestergruppe wären die verbleibenden Gruppen, als Euoniscoida zusammengefasst. Diese bestehen aus zwei Schwestergruppen, den Synocheta mit etwa 630 Arten und den Crinocheta, die mit über 2.700 Arten etwa 80 Prozent aller Landasseln umfassen. Die Phylogenie innerhalb der Synocheta und der Crinocheta ist schlecht gesichert, es bestehen seit langem Zweifel an der Monophylie der darin enthaltenen traditionellen Familien, ohne dass sich bisher ein neues System durchgesetzt hätte.
Daraus ergibt sich das folgende System (ergänzt nach Schmidt):
- Diplocheta
  - Familie Klippenasseln (Ligiidae) (da die Gattung Ligia vermutlich nicht mehr enthalten ist, muss die Familie neu benannt werden) – z. B. Sumpfassel
- Tylida
  - Familie Tylidae
- Microcheta
  - Familie Mesoniscidae – z. B. Mesoniscus alpicola
- Synocheta
  - Familie Zwergasseln (Trichoniscidae) (inklusive Gattung Buddelundiella, ehem. Fam. Buddelundiellidae) – z. B. die Ufer-Assel, Androniscus roseus, Haplophthalmus mengii oder Trichoniscus pusillus
  - Familie Styloniscidae
  - Familie Schoebliidae
  - Familie Titaniidae
  - Familie Turanoniscidae
- Crinocheta
  - Familie Agnaridae (ehemals als Teil der Trachelipodidae aufgefasst) – z. B. Protracheoniscus politus
  - Familie Alloniscidae (ehemals als Teil der Scyphacidae aufgefasst)
  - Familie Armadillidae
  - Familie Rollasseln (Armadillidiidae) – z. B. Gemeine Rollassel, Armadillidium nasatum, Armadillidium opacum, Armadillidium pictum oder Armadillidium pulchellum
  - Familie Balloniscidae
  - Familie Bathytropidae
  - Familie Berytoniscidae
  - Familie Cylisticidae – z. B. Urbane Landassel
  - Familie Detonidae (ehemals als Teil der Scyphacidae aufgefasst)
  - Familie Dubioniscidae
  - Familie Eubelidae
  - Familie Halophilosciidae
  - Familie Hekelidae
  - Familie Irmaosidae
  - Familie Olibrinidae
  - Familie Mauerasseln (Oniscidae) – z. B. Mauerassel
  - Familie Philosciidae – z. B. Moosassel oder Lepidoniscus minutus
  - Familie Platyarthridae – z. B. Ameisenassel
  - Familie Kellerasseln (Porcellionidae) – z. B. Kellerassel, Flinke Kellerassel, Dornfühlerassel, Porcellio dilatatus, Porcellionides pruinosus oder Porcellio spinipes
  - Familie Pseudarmadillidae
  - Familie Pudeoniscidae
  - Familie Rhyscotidae
  - Familie Scleropactidae
  - Familie Scyphacidae (inkl. Gattung Actaecia, ehem. Fam. Actaeciidae)
  - Familie Spelaeoniscidae
  - Familie Stenoniscidae
  - Familie Tendosphaeridae
  - Familie Titaniidae
  - Familie Trachelipodidae – z. B. Porcellium conspersum, Trachelipus rathkii oder Trachelipus ratzeburgii

### Liste der in Deutschland vorkommenden Landasseln
Folgende 52 Arten von Landasseln sind in Deutschland aus dem Freiland bekannt:
- Ligiidae (Klippenasseln)
  - Ligia oceanica (Linnaeus, 1767)
  - Ligidium germanicum Verhoeff, 1901
  - Ligidium hypnorum (Cuvier, 1792)
- Mesoniscidae
  - Mesoniscus alpicola (Heller, 1858)
- Trichoniscidae (Zwergasseln)
  - Androniscus dentiger Verhoeff, 1908
  - Androniscus roseus (C. L. Koch, 1838)
  - Buddelundiella cataractae Verhoeff, 1930
  - Hyloniscus riparius (C. L. Koch, 1838)
  - Metatrichoniscoides leydigi (Weber, 1880)
  - Trichoniscoides albidus (Budde-Lund, 1880)
  - Trichoniscoides helveticus (Carl, 1908)
  - Trichoniscoides sarsi Patience, 1908
  - Trichoniscus alemannicus Verhoeff, 1917
  - Trichoniscus muscivagus Verhoeff, 1917
  - Trichoniscus nivatus Verhoeff, 1917
  - Trichoniscus noricus Verhoeff, 1917
  - Trichoniscus provisorius Racovitza, 1908
  - Trichoniscus pusillus Brandt, 1833
  - Trichoniscus pygmaeus G. O. Sars, 1899
  - Haplophthalmus danicus Budde-Lund, 1880
  - Haplophthalmus mariae Strouhal, 1953
  - Haplophthalmus mengii (Zaddach, 1844)
  - Haplophthalmus montivagus Verhoeff, 1941
- Platyarthridae
  - Platyarthrus hoffmannseggii Brandt, 1833
- Oniscidae (Mauerasseln)
  - Oniscus asellus Linnaeus, 1758
- Philosciidae
  - Lepidoniscus pruinosus Carl, 1908
  - Lepidoniscus minutus (C. L. Koch 1838)
  - Philoscia affinis Verhoeff, 1908
  - Philoscia muscorum (Scopoli, 1763)
- Agnaridae
  - Protracheoniscus politus (C. L. Koch, 1841)
- Cylisticidae
  - Cylisticus convexus (de Geer, 1778)
- Armadillidiidae (Rollasseln)
  - Armadillidium nasatum Budde-Lund, 1885
  - Armadillidium opacum (C. L. Koch, 1841)
  - Armadillidium pictum Brandt, 1833
  - Armadillidium pulchellum (Zenker, 1798)
  - Armadillidium versicolor Stein, 1859
  - Armadillidium vulgare (Latreille, 1804)
  - Armadillidium zenckeri Brandt, 1833
- Trachelipodidae
  - Trachelipus nodulosus (C. L. Koch, 1838)
  - Trachelipus rathkii (Brandt, 1833)
  - Trachelipus ratzeburgii (Brandt, 1833)
  - Porcellium collicola (Verhoeff, 1907)
  - Porcellium conspersum (C. L. Koch, 1841)
  - Porcellium fiumanum Verhoeff, 1928
- Porcellionidae (Kellerasseln)
  - Porcellionides cingendus (Kinahan, 1857)
  - Porcellionides pruinosus (Brandt, 1833)
  - Porcellio dilatatus Brandt, 1833
  - Porcellio laevis (Latreille, 1804)
  - Porcellio montanus Budde-Lund, 1885
  - Porcellio monticola Lereboullet, 1853
  - Porcellio scaber Latreille, 1804
  - Porcellio spinicornis Say, 1818

### Fotogalerie der Landasseln Deutschlands
Für eine Übersicht der verschiedenen Gattungen und Arten aus Deutschland ist im Folgenden eine Fotogalerie mit 32 der 52 Arten zu sehen. Mesoniscus graniger ist dabei als einzige keine hier vorkommende Art, sieht der Art Mesoniscus alpicola jedoch sehr ähnlich.

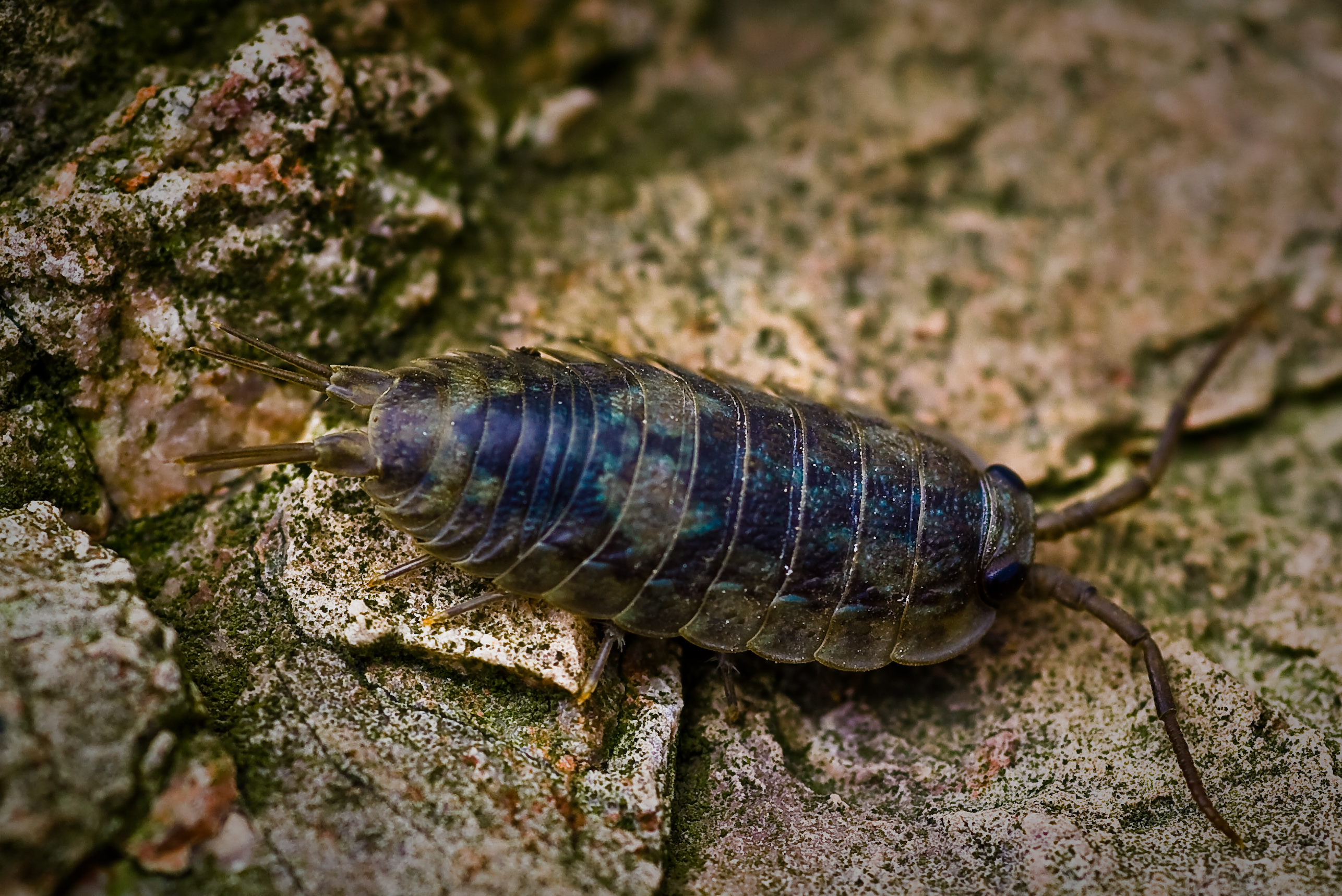
Ligia oceanica
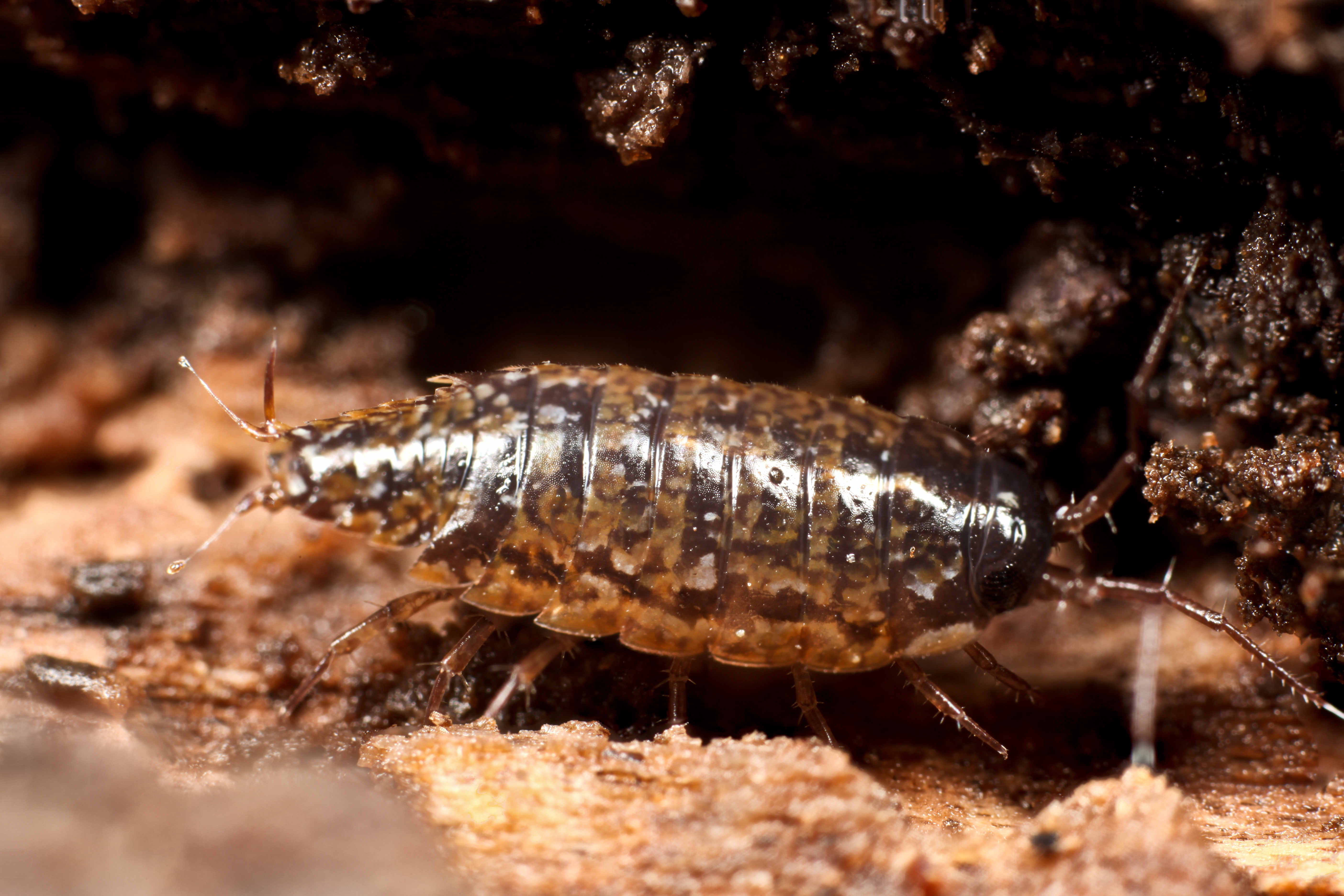
Ligidium hypnorum
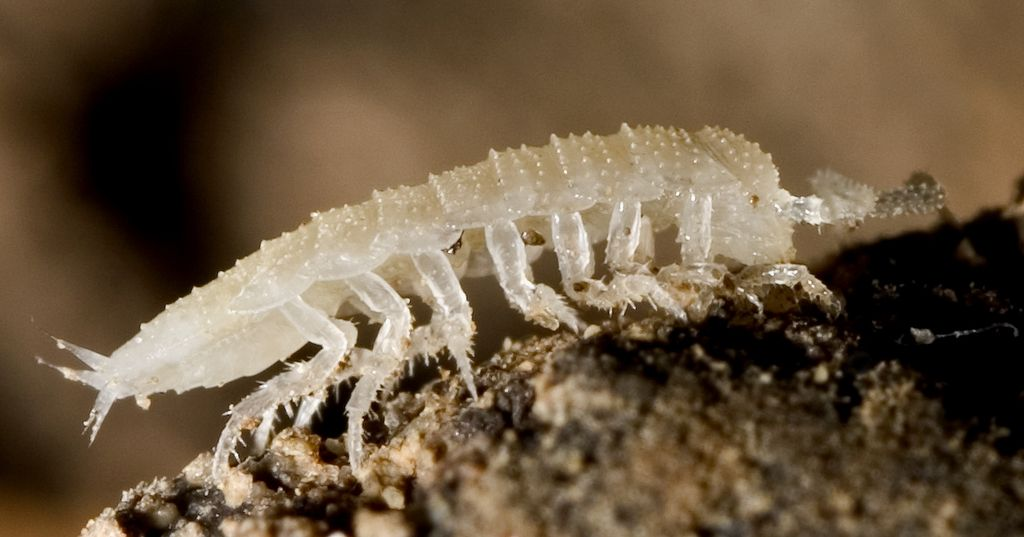
Mesoniscus graniger
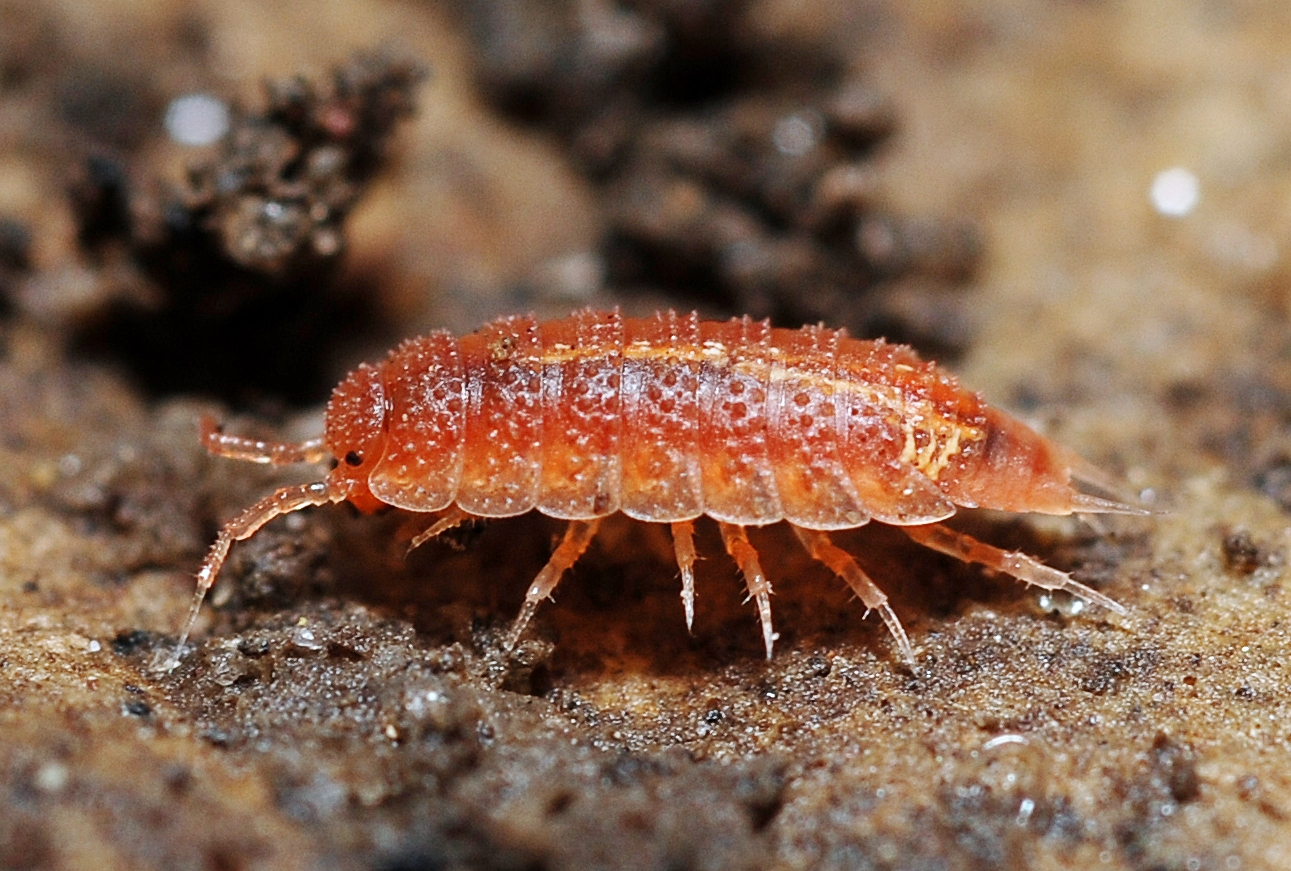
Androniscus dentiger
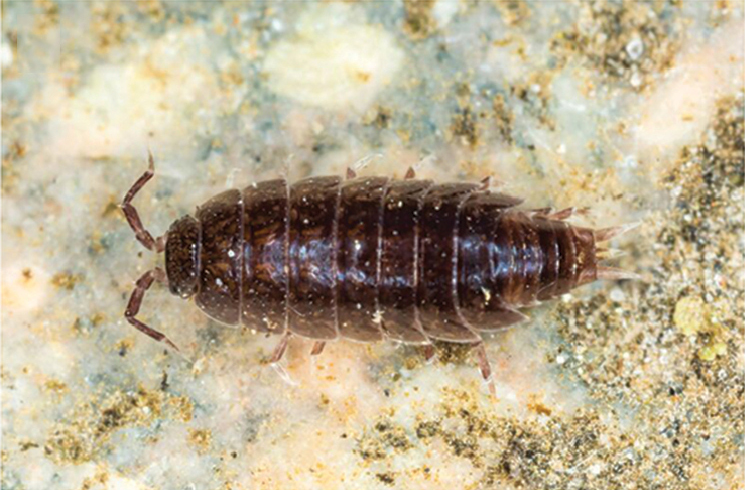
Hyloniscus riparius
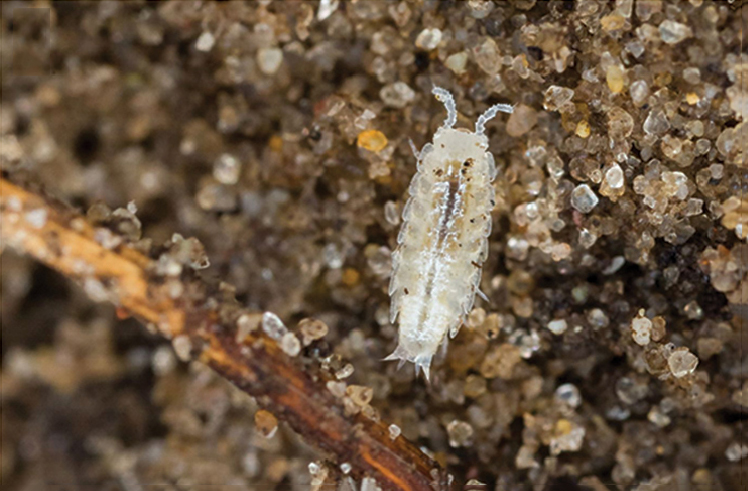
Metatrichoniscoides leydigi
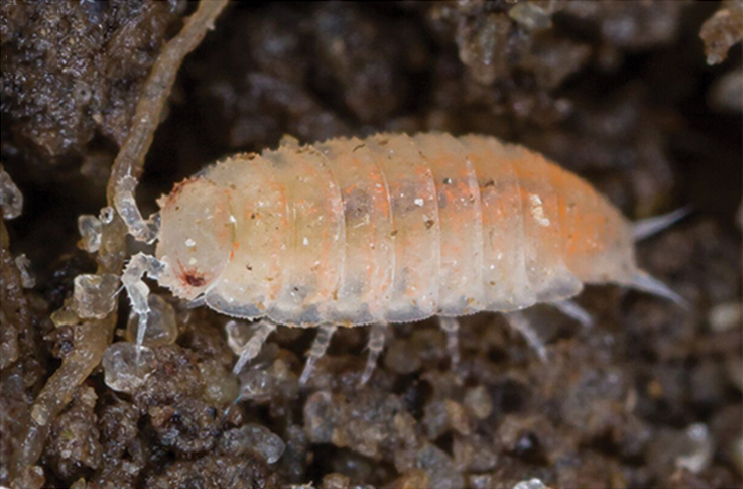
Trichoniscoides sarsi
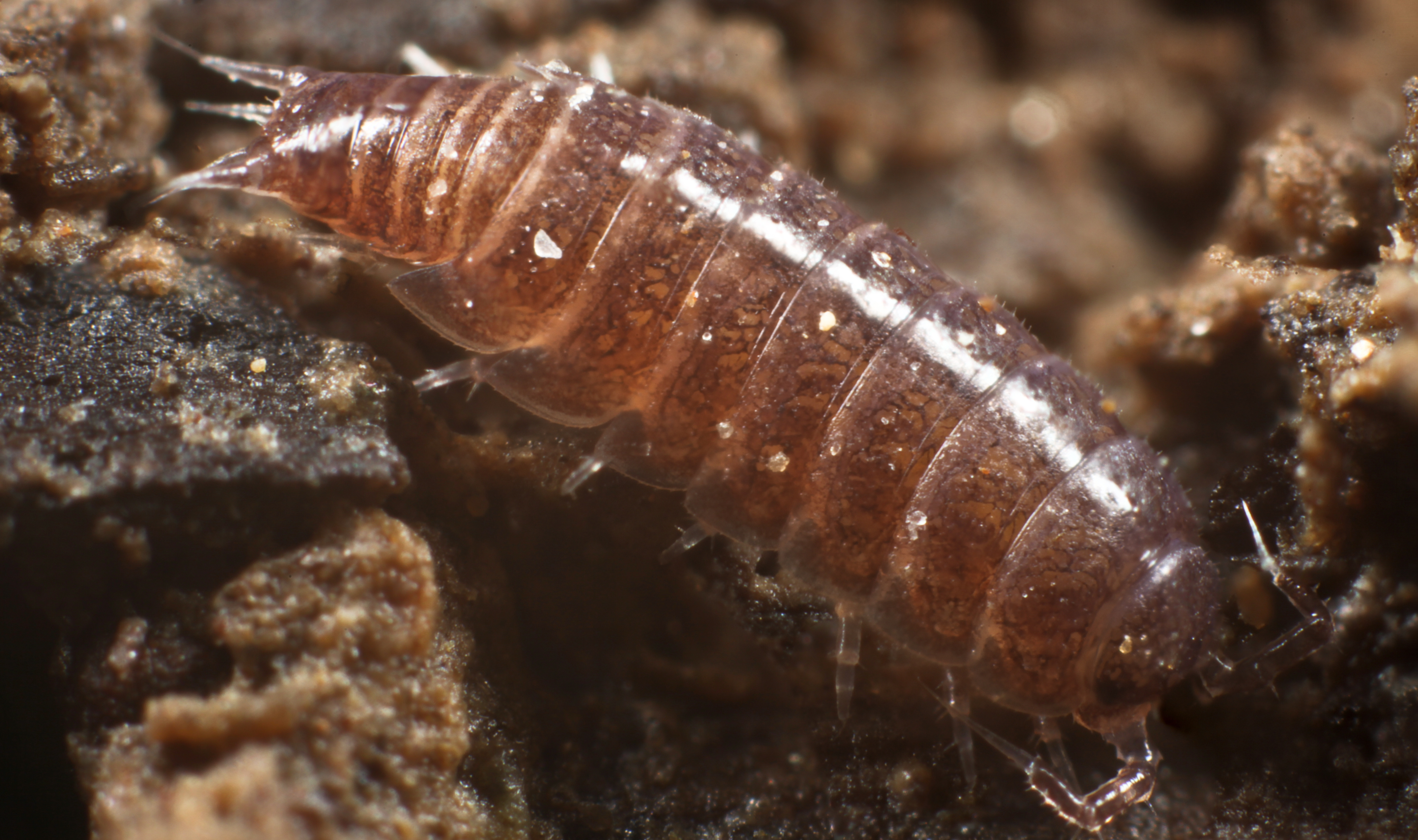
Trichoniscus pusillus
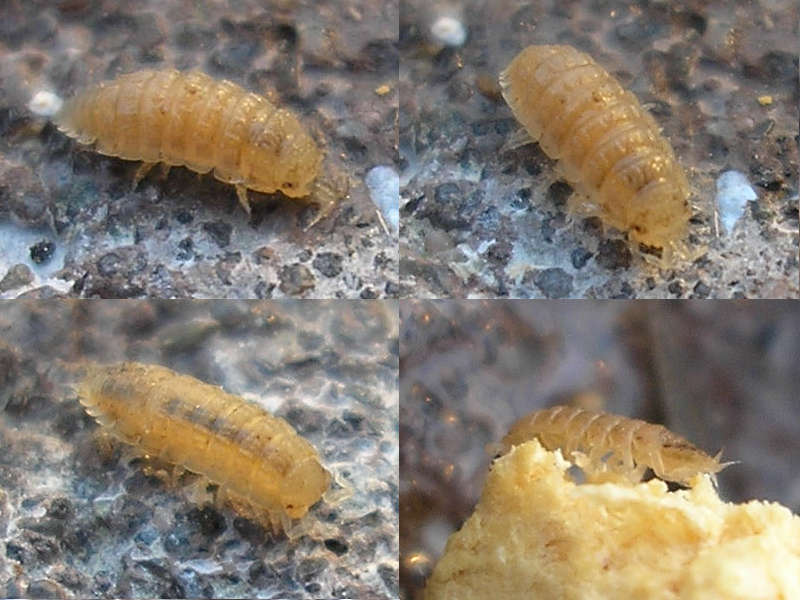
Haplophthalmus danicus
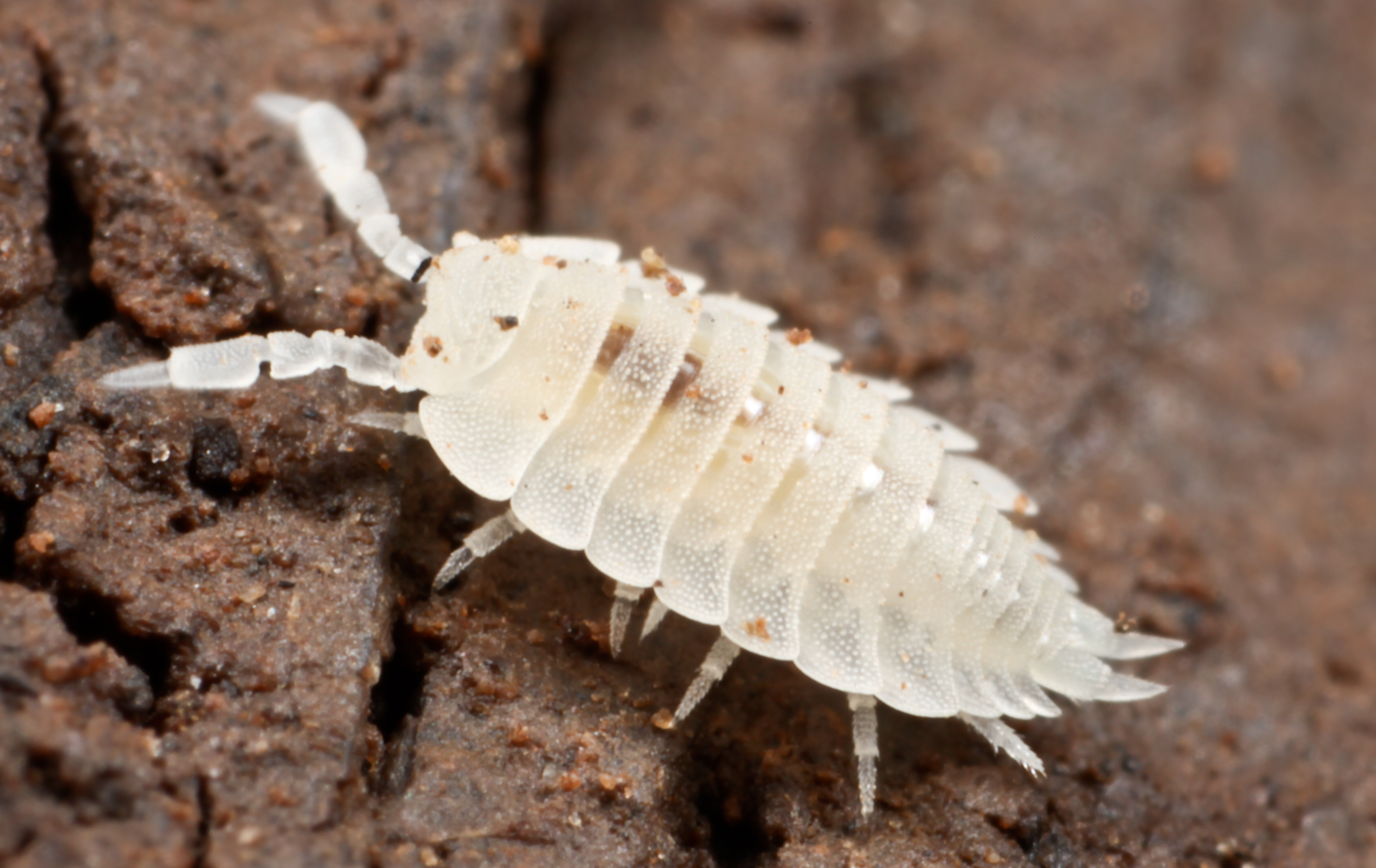
Platyarthrus hoffmannseggii
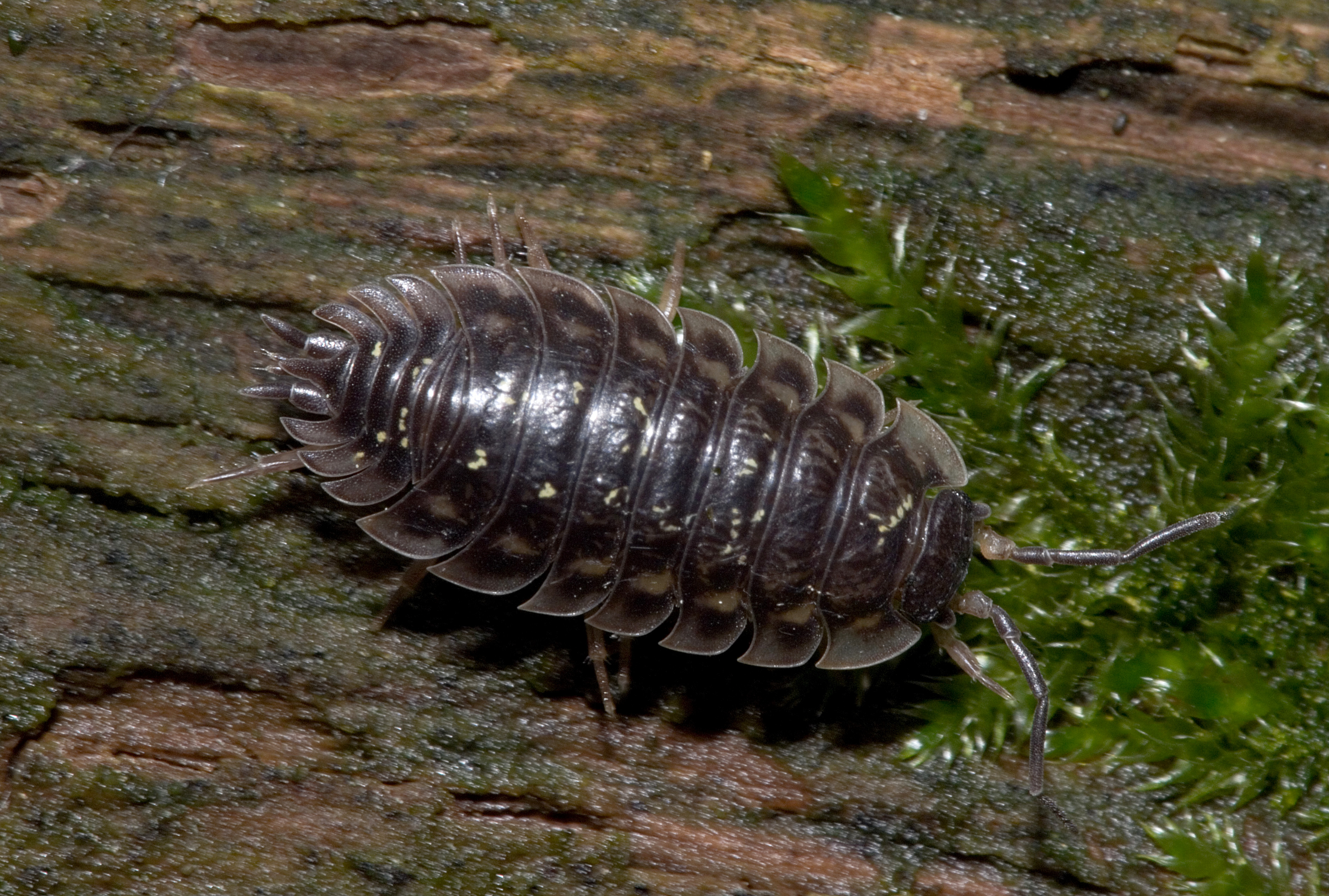
Oniscus asellus
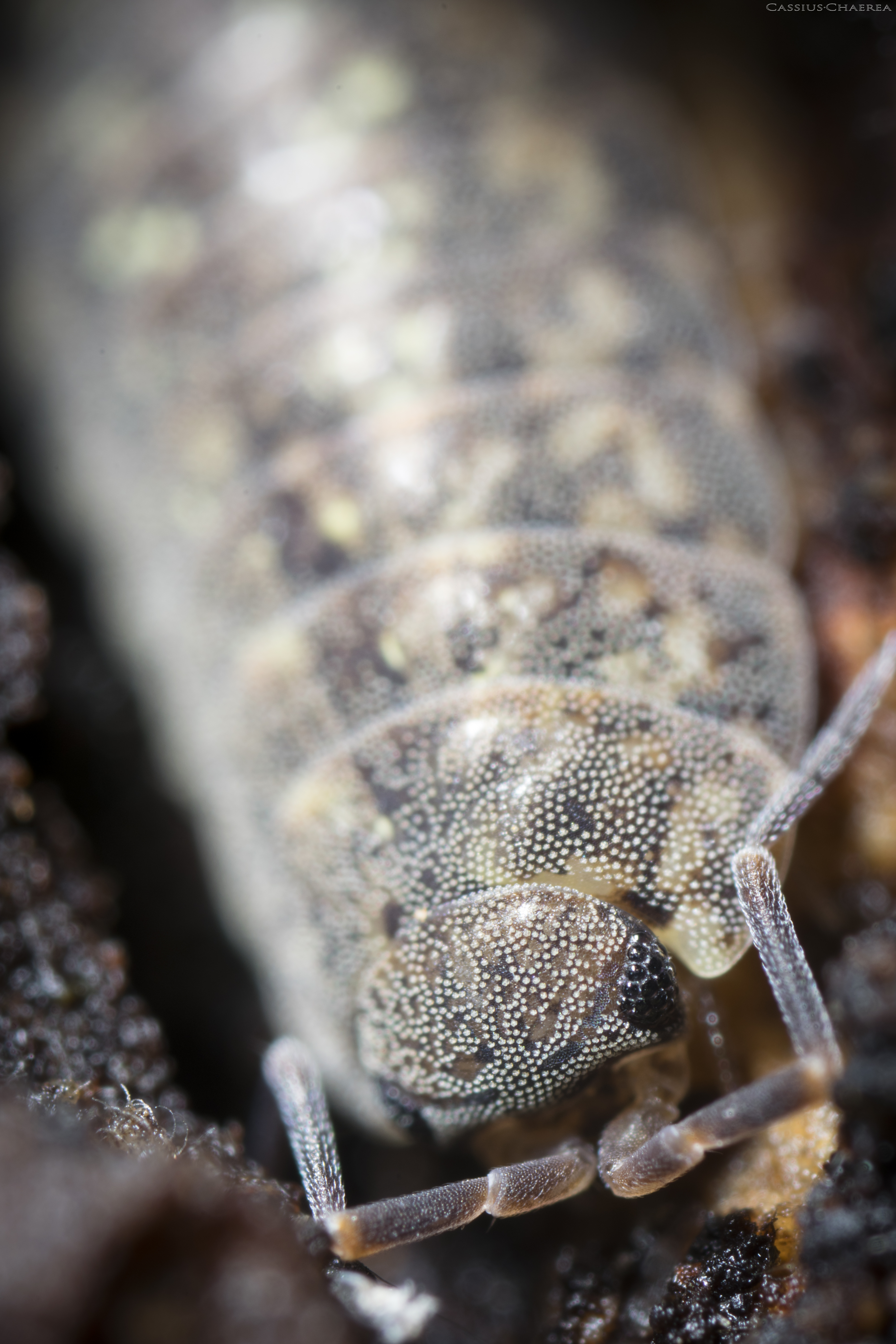
Lepidoniscus minutus
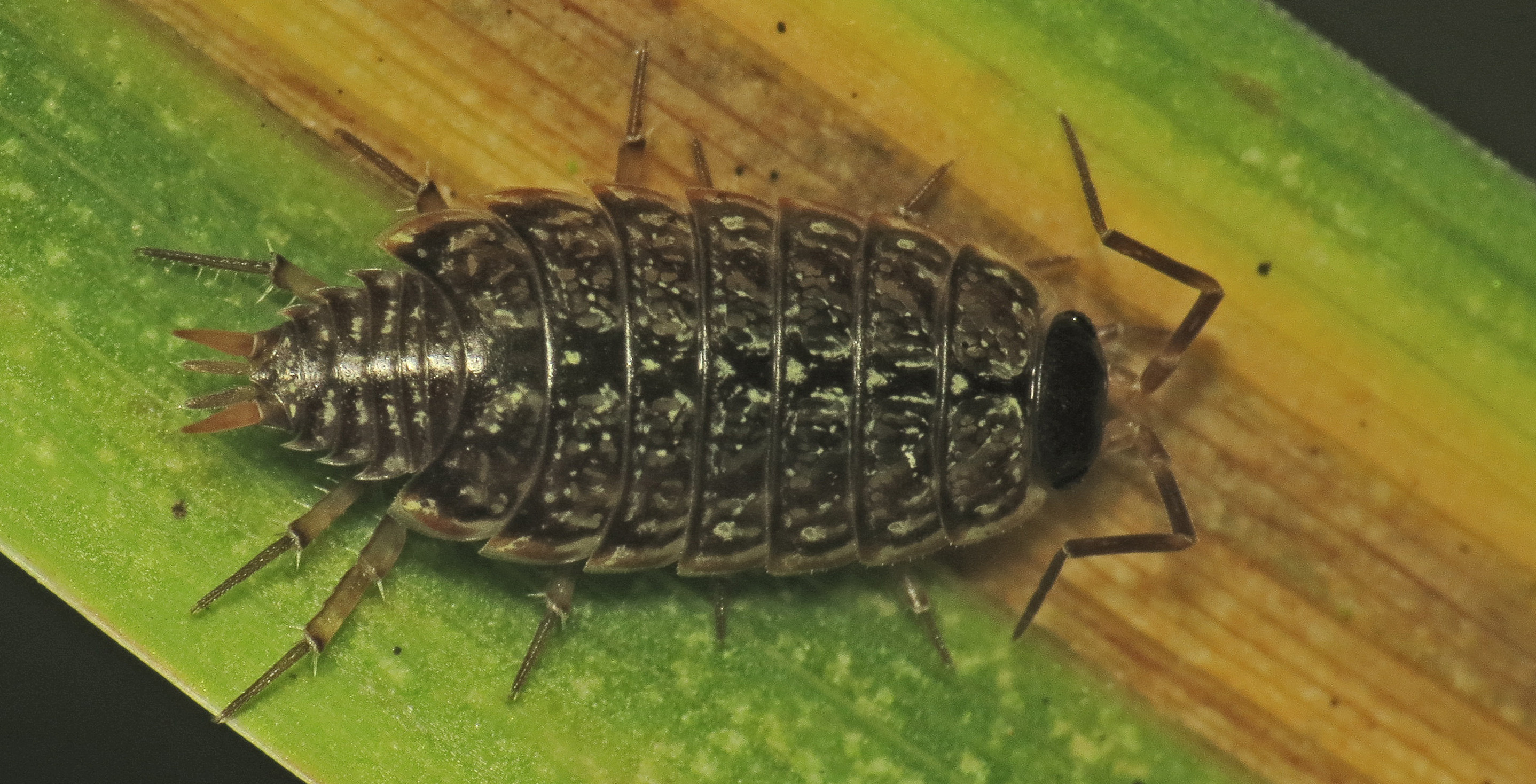
Philoscia muscorum
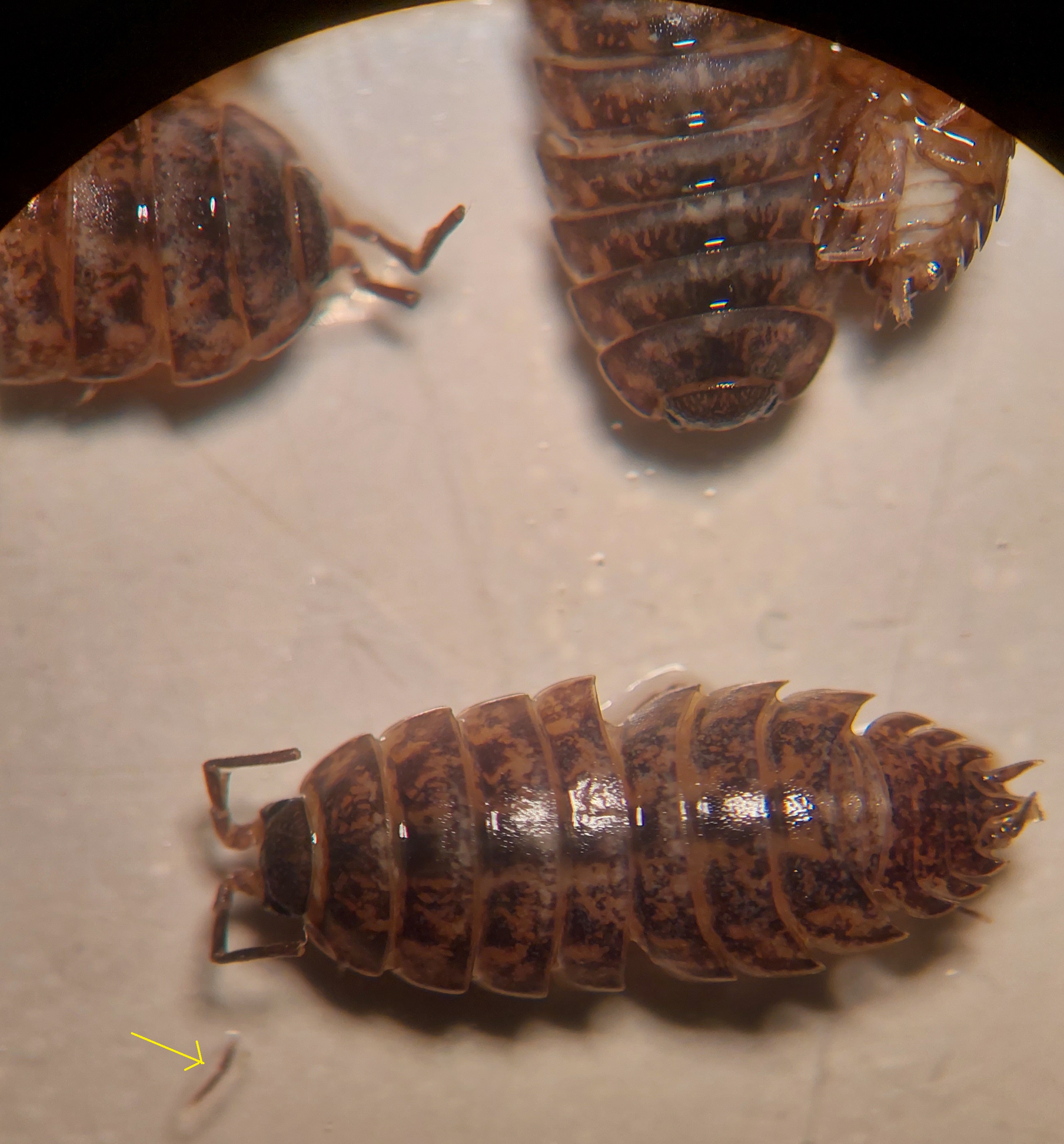
Protracheoniscus politus
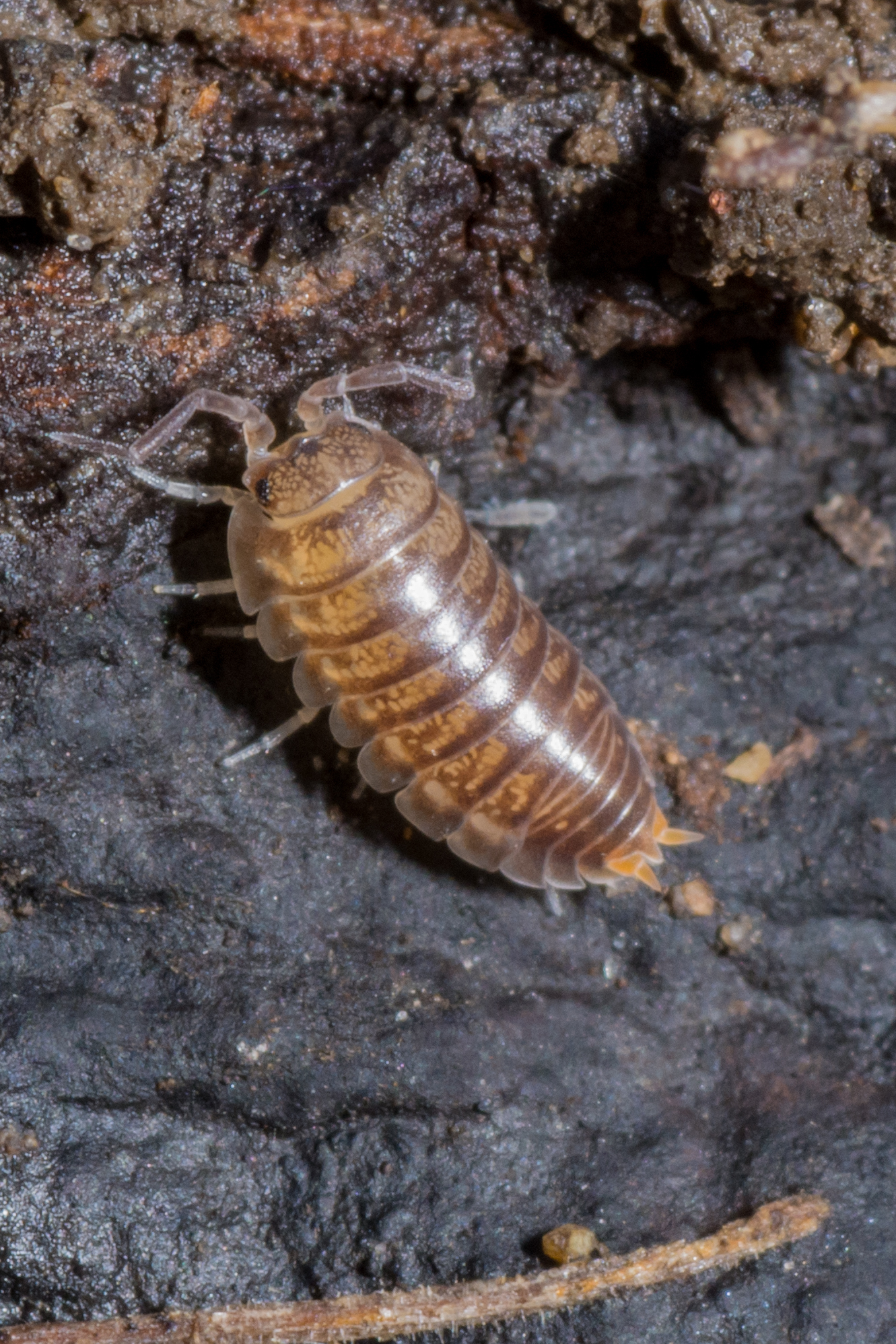
Cylisticus convexus
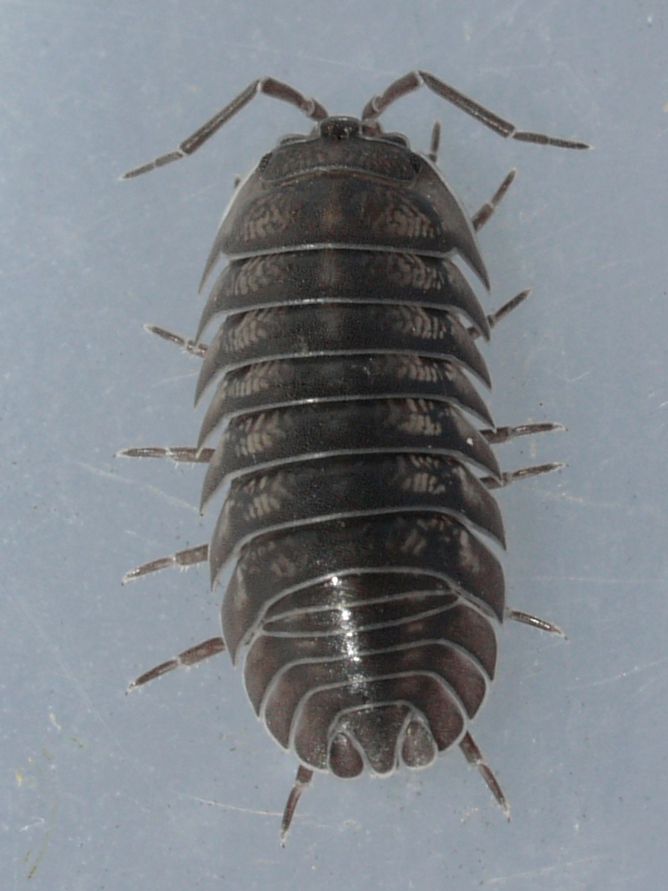
Armadillidium nasatum
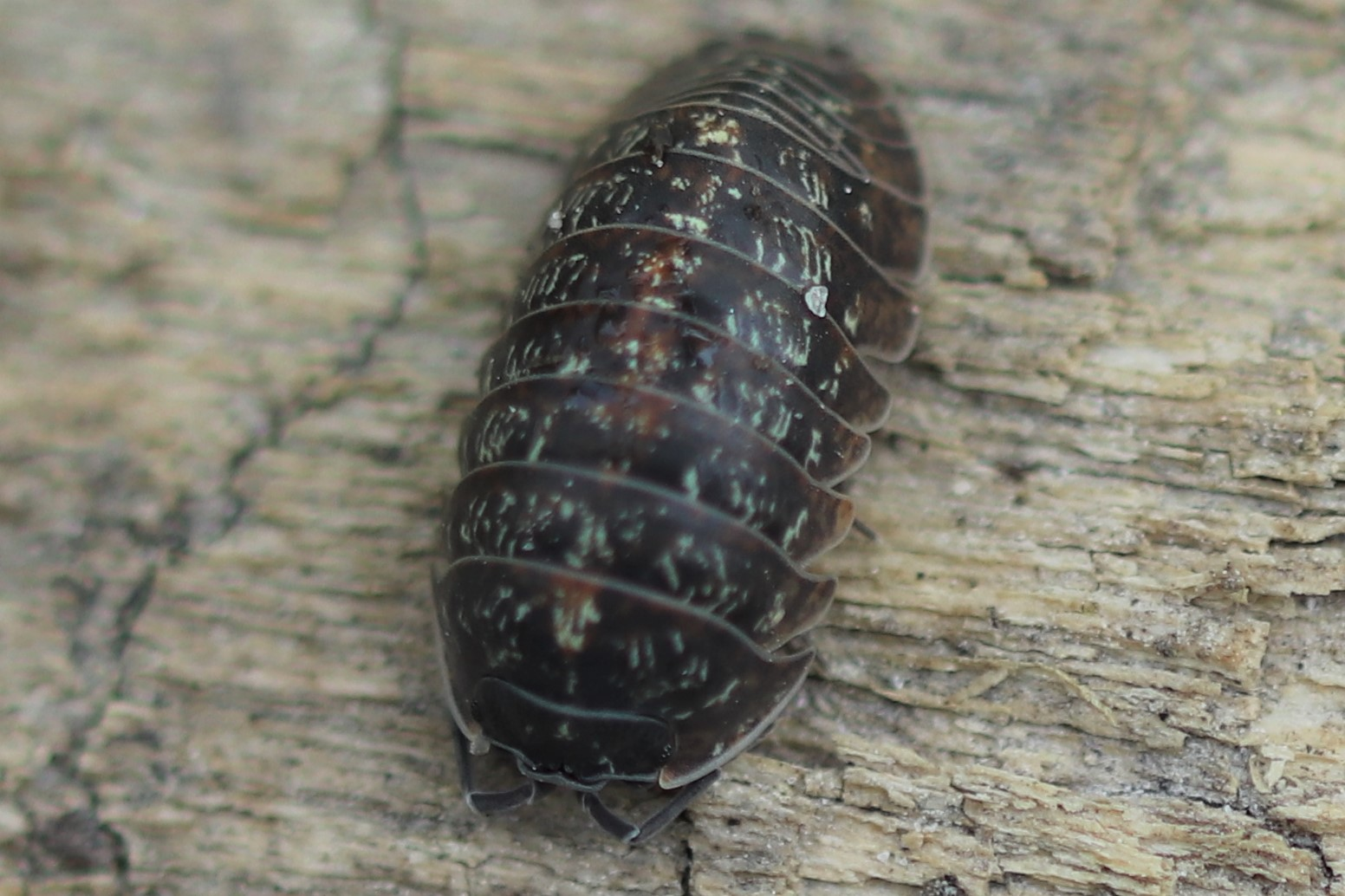
Armadillidium opacum
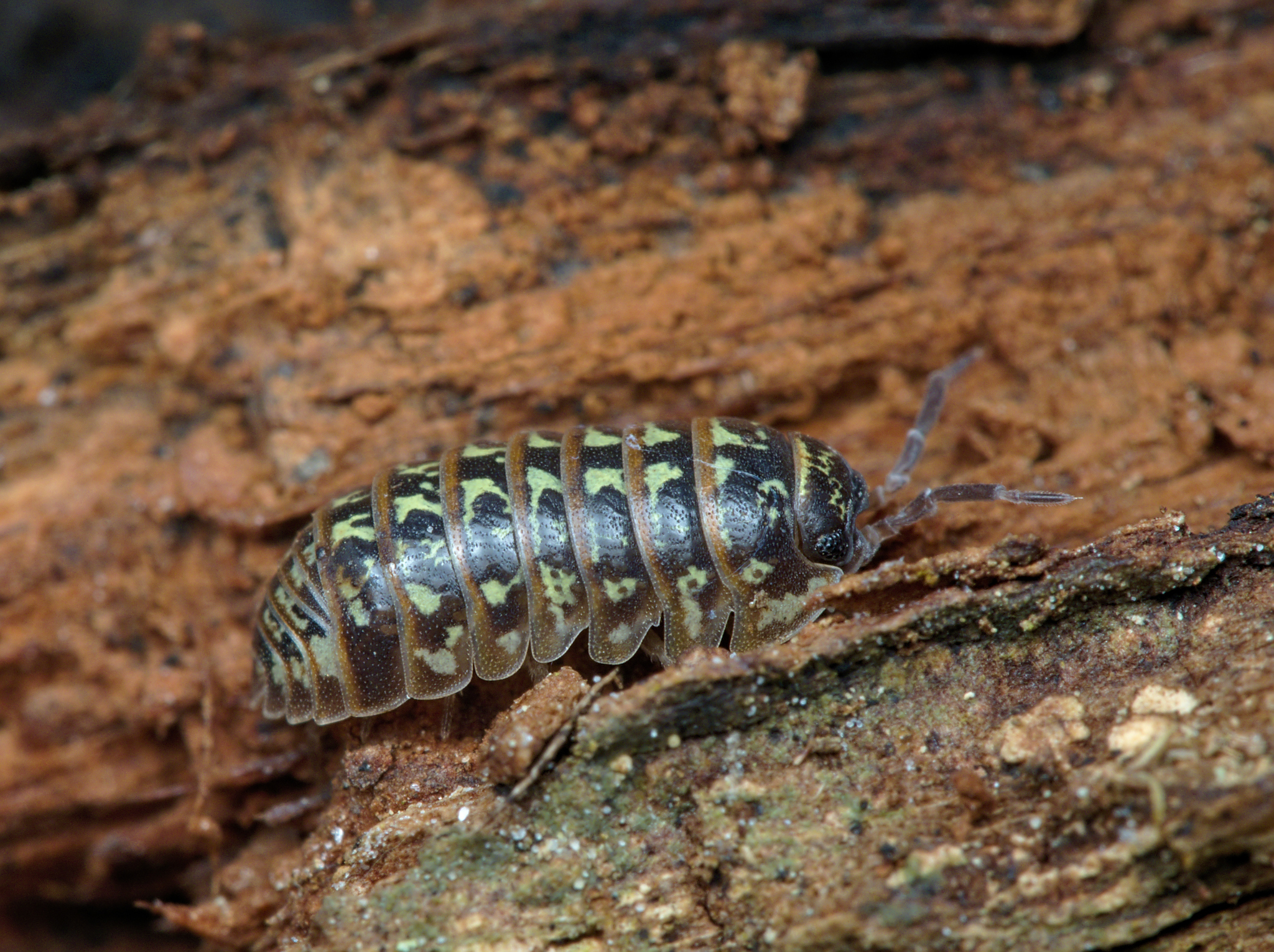
Armadillidium pictum
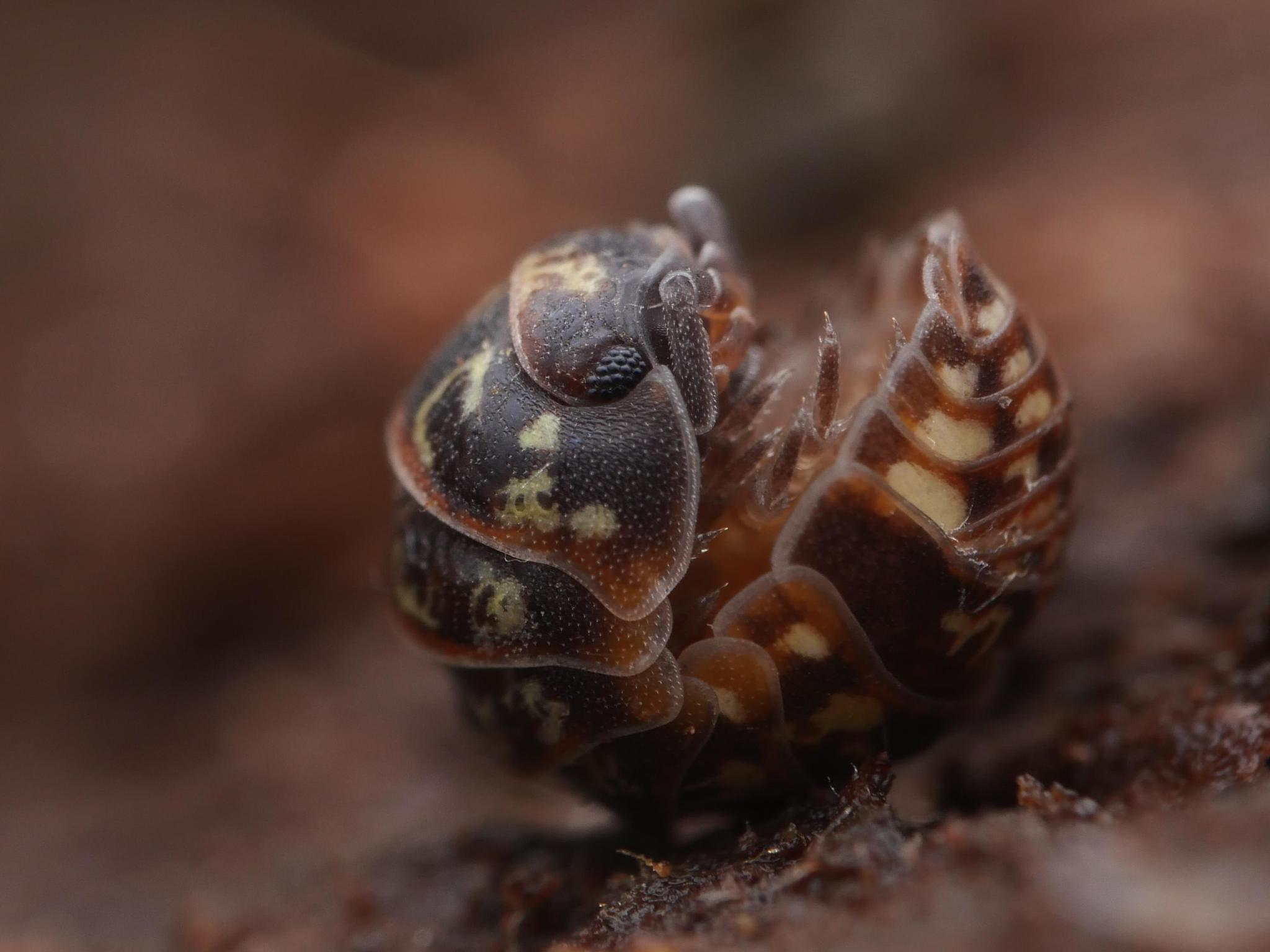
Armadillidium pulchellum
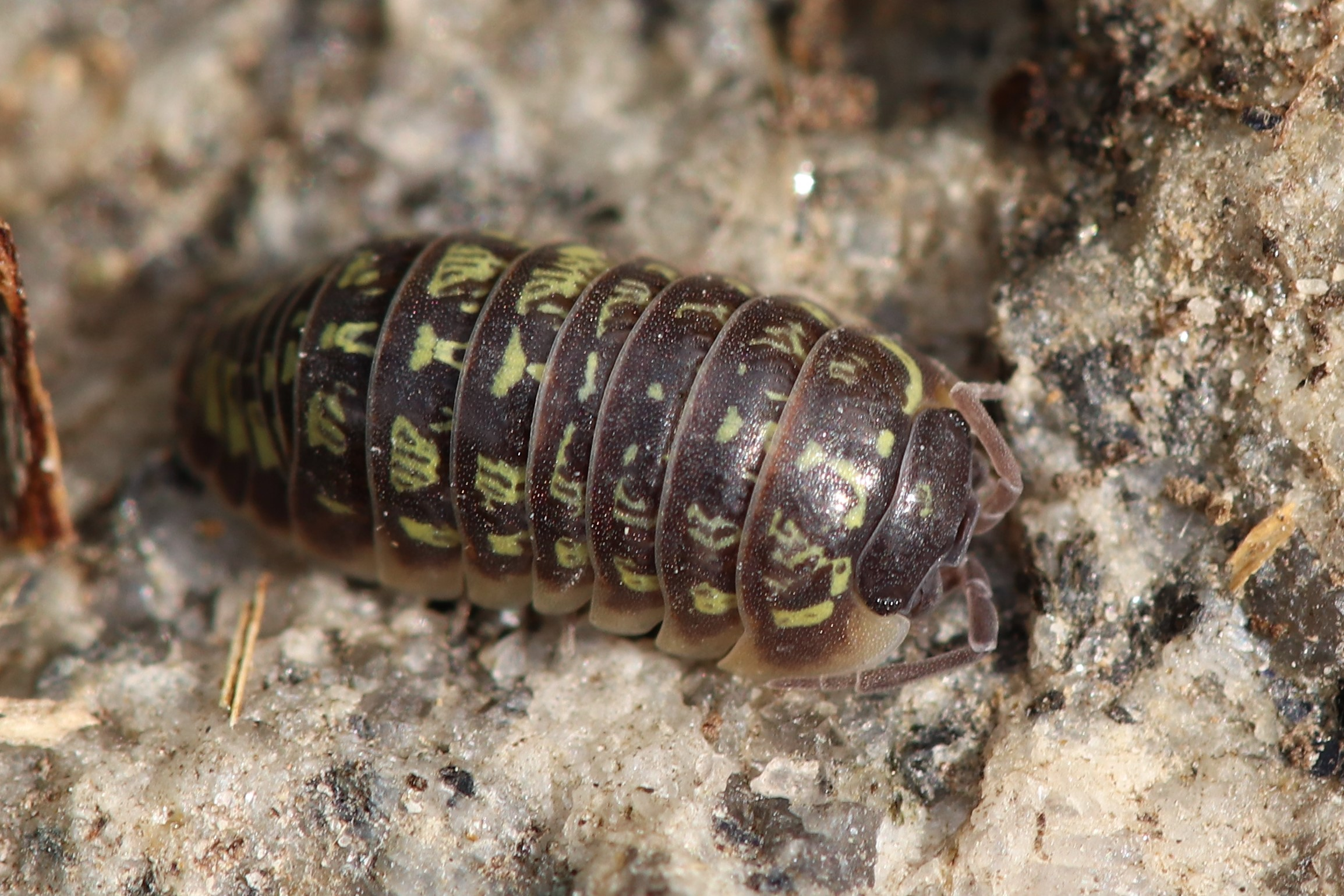
Armadillidium versicolor
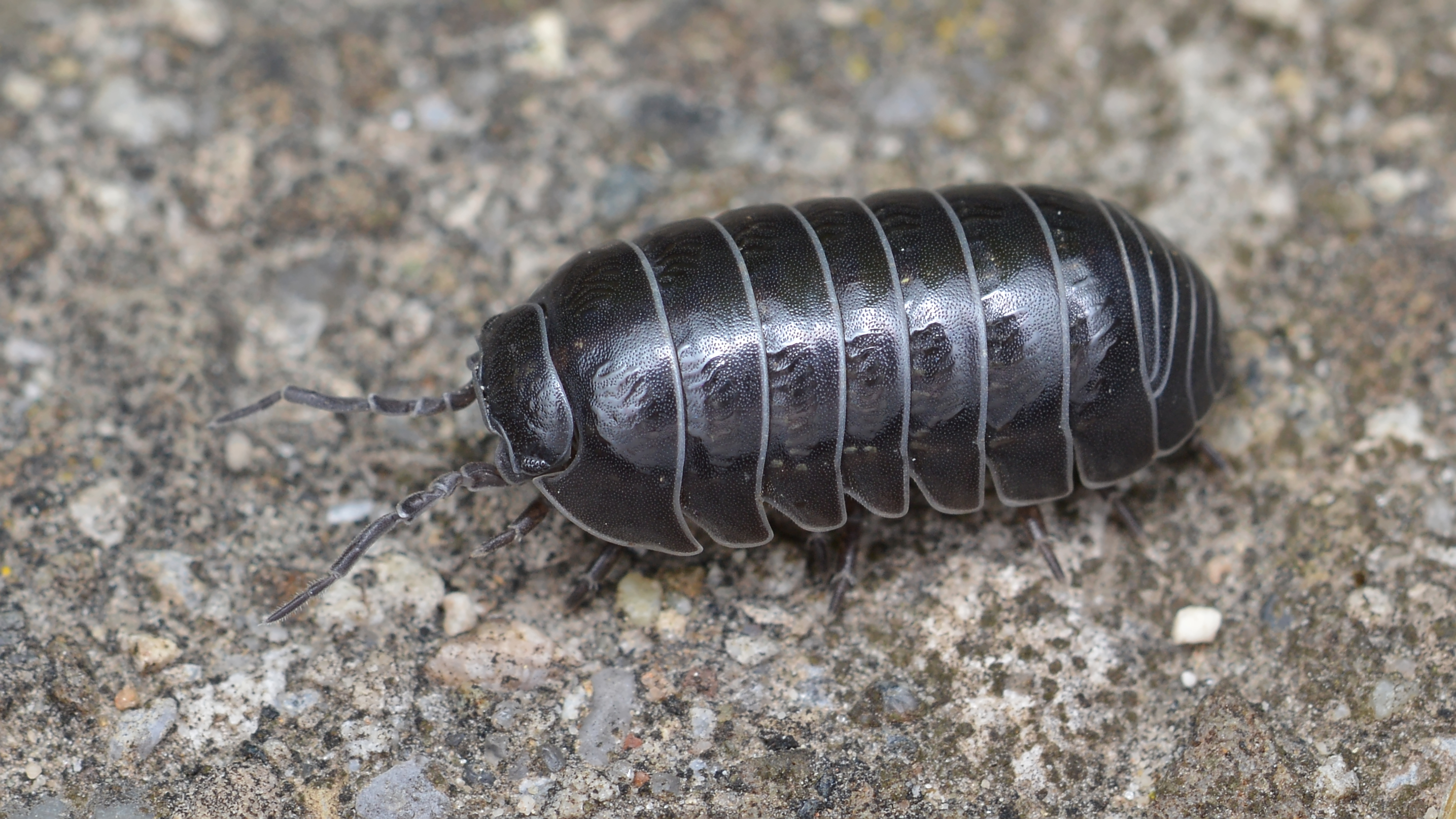
Armadillidium vulgare
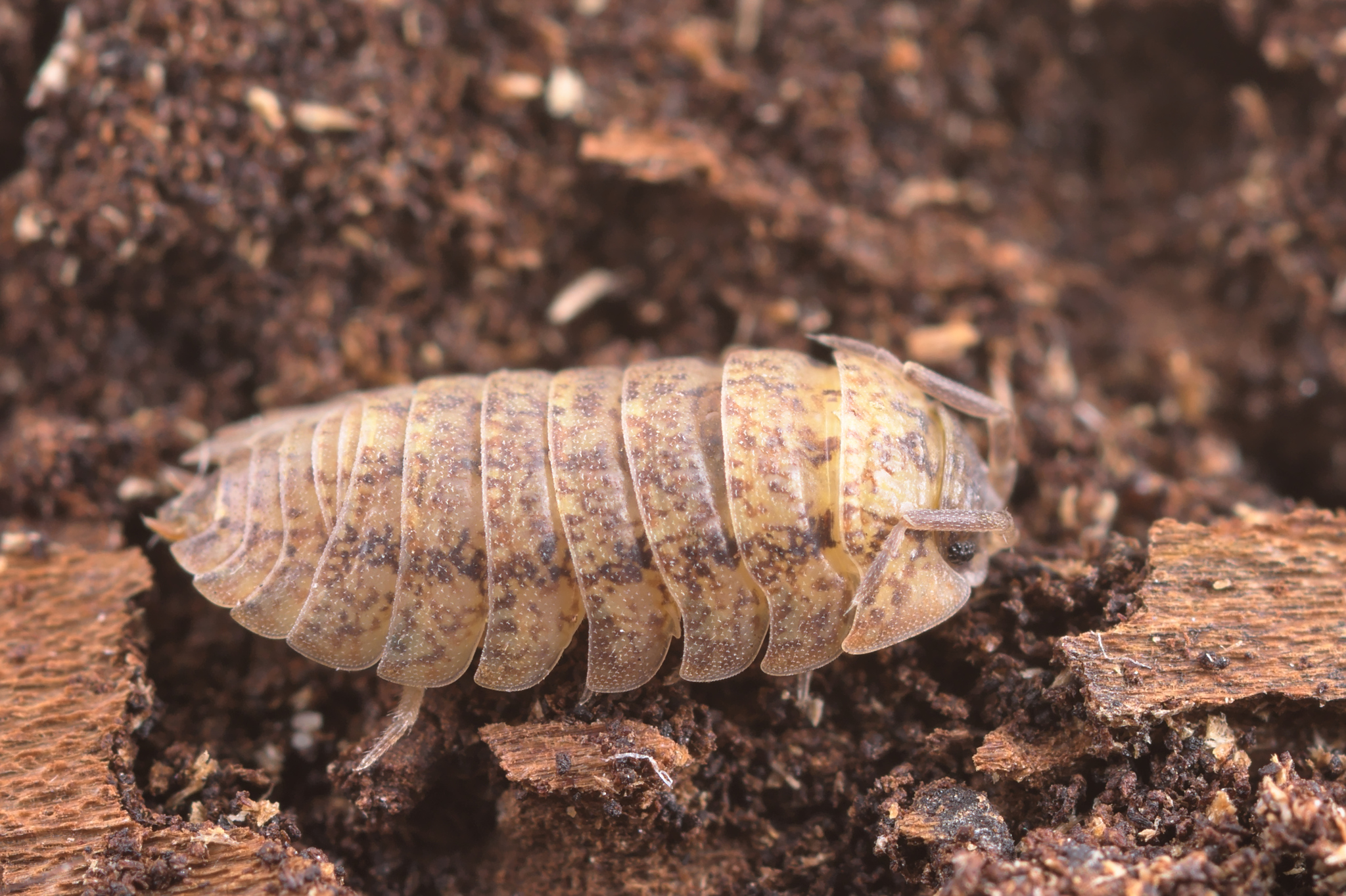
Porcellium conspersum
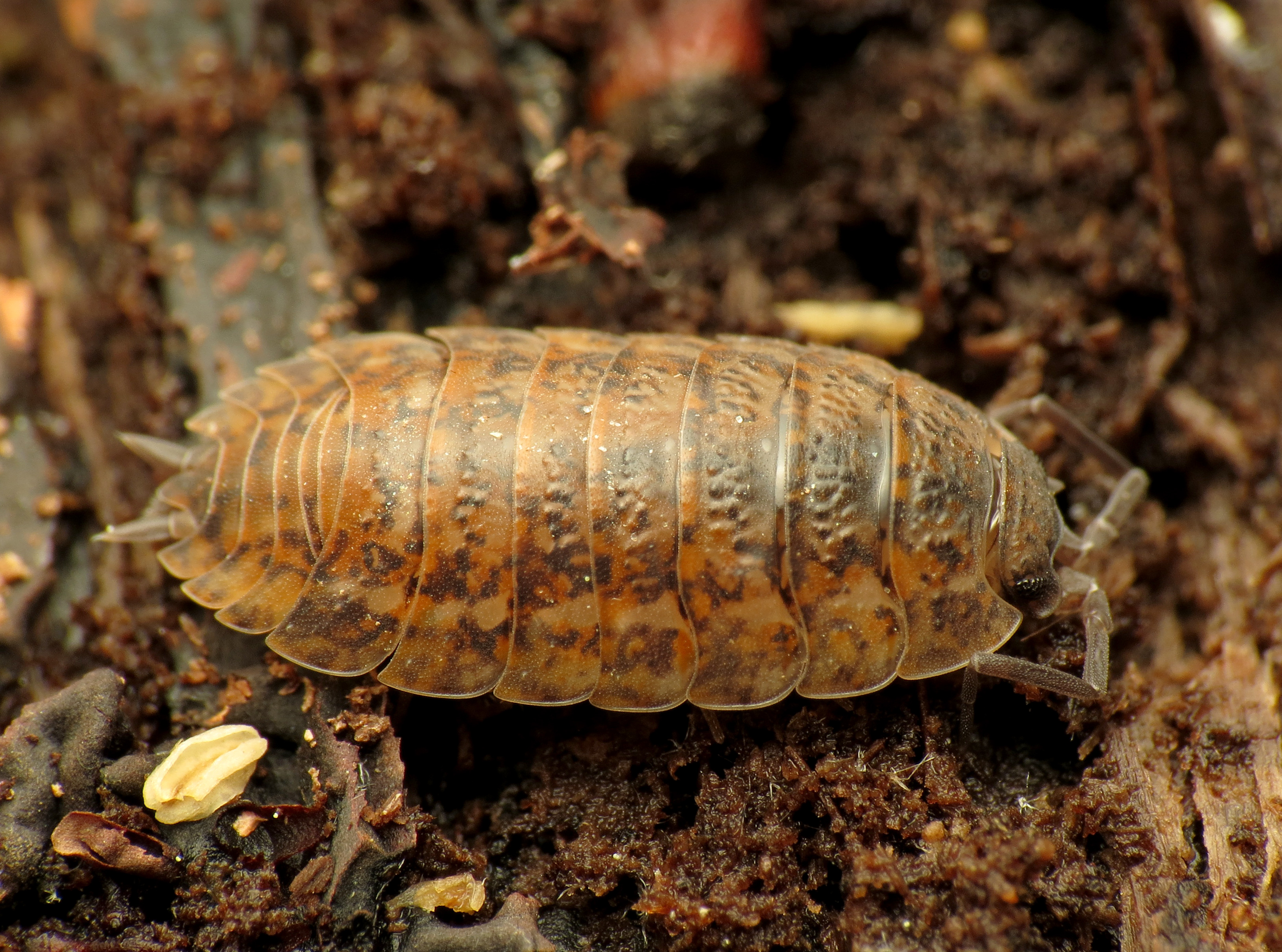
Trachelipus rathkii
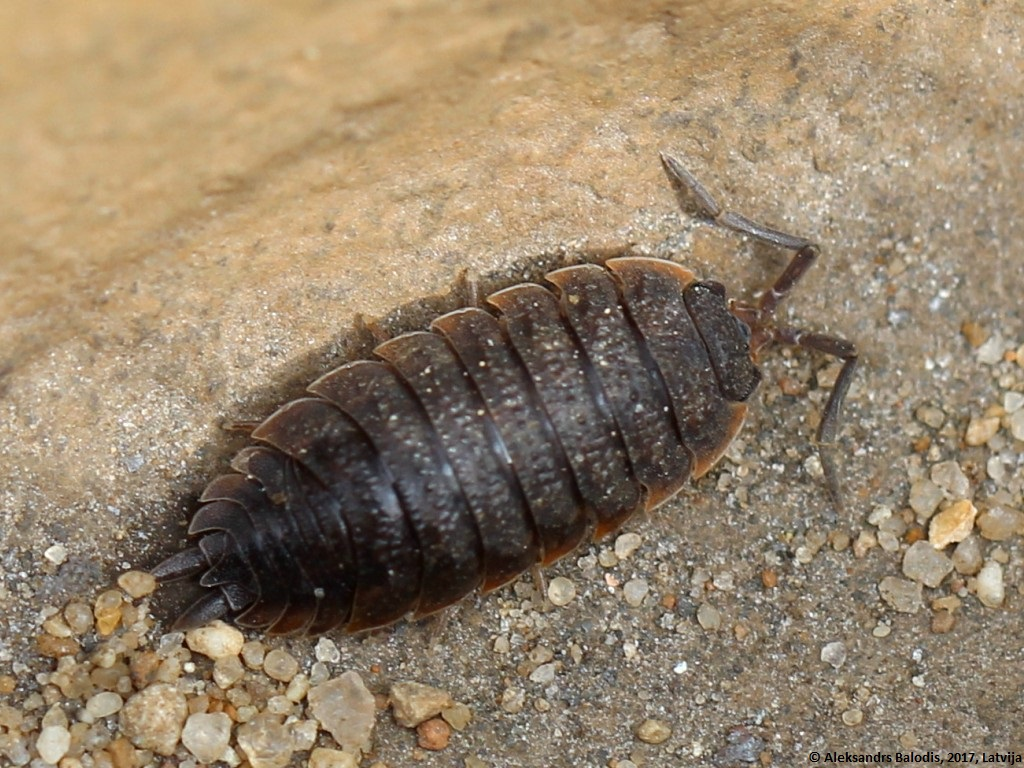
Trachelipus ratzeburgii
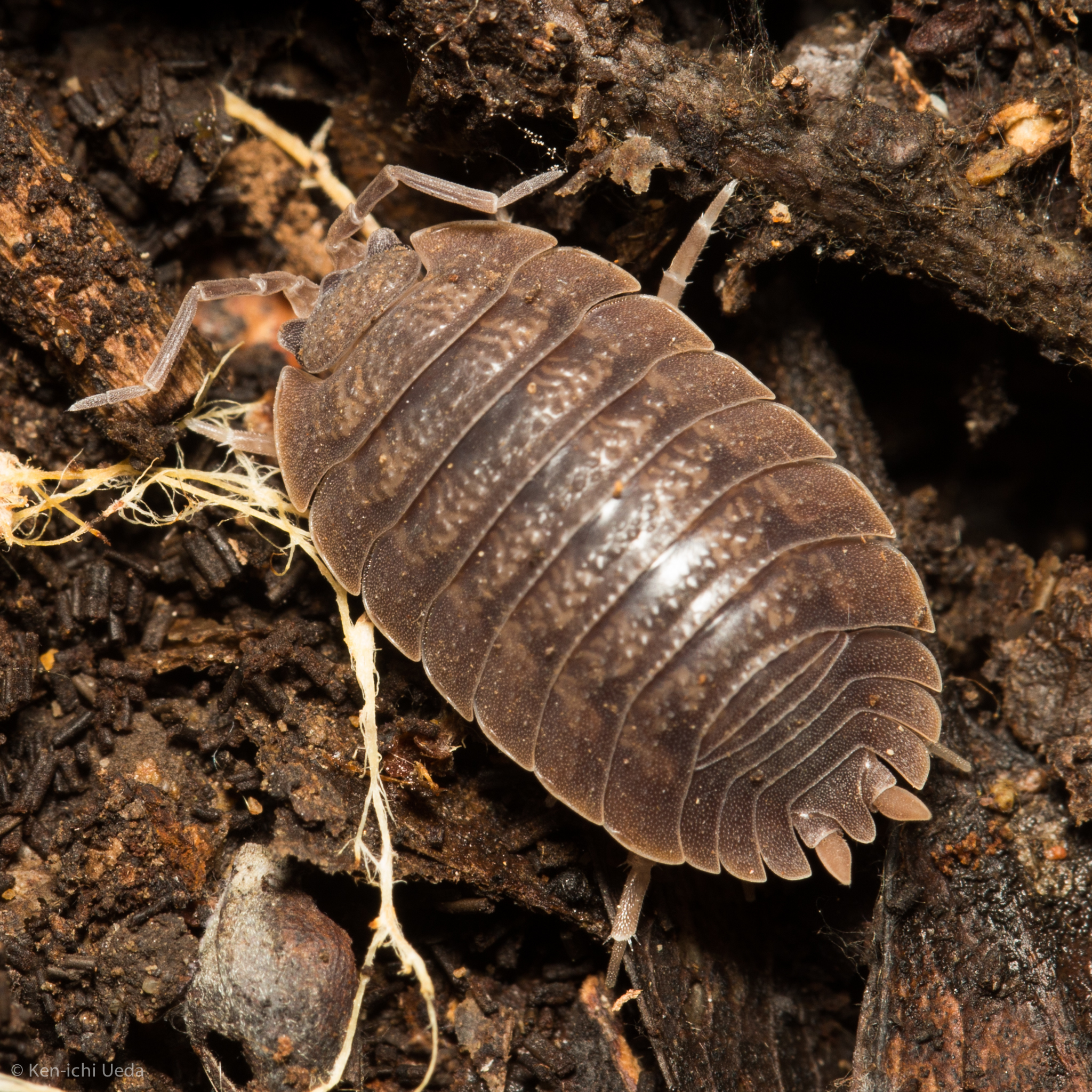
Porcellio dilatatus
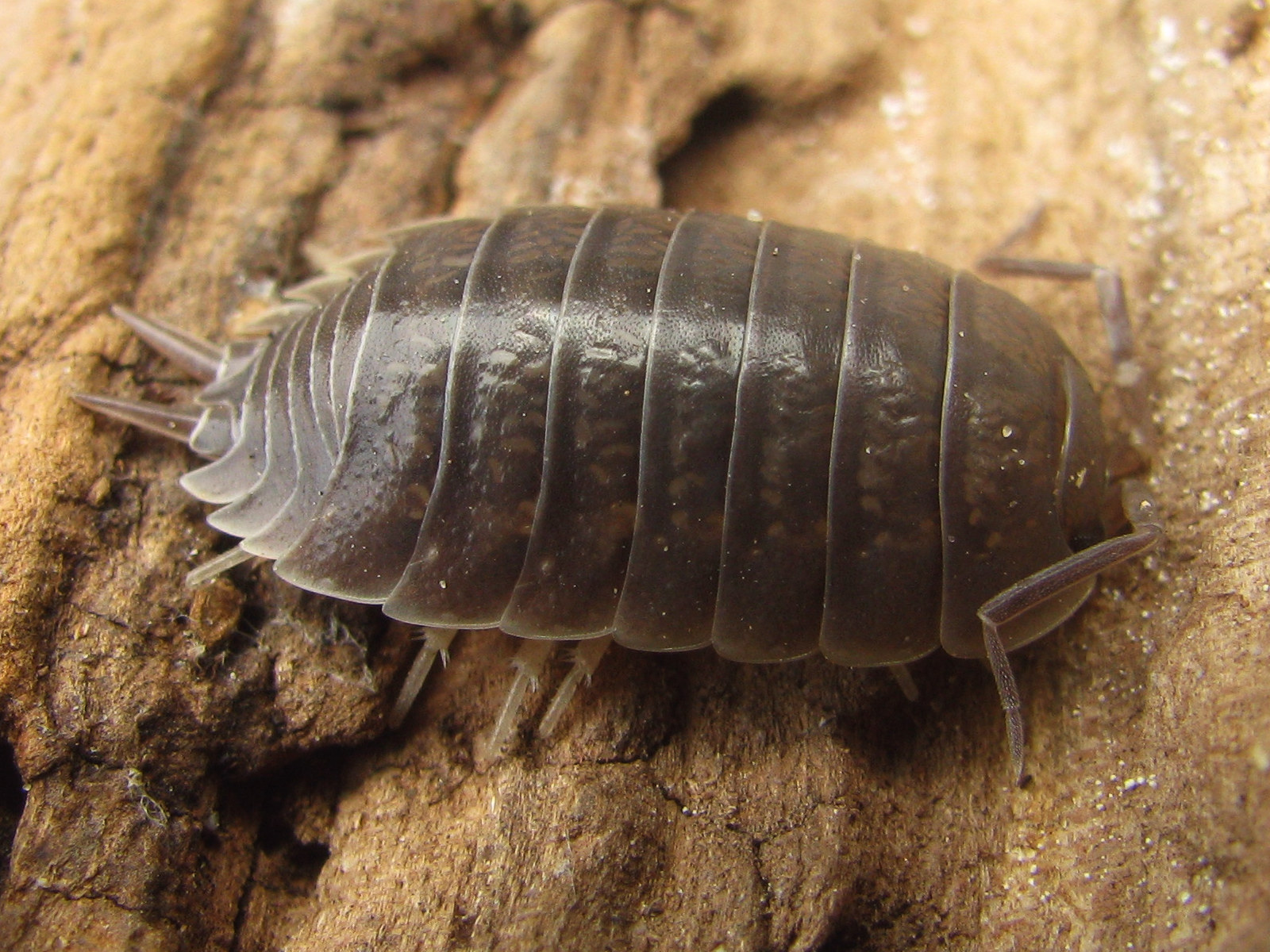
Porcellio laevis
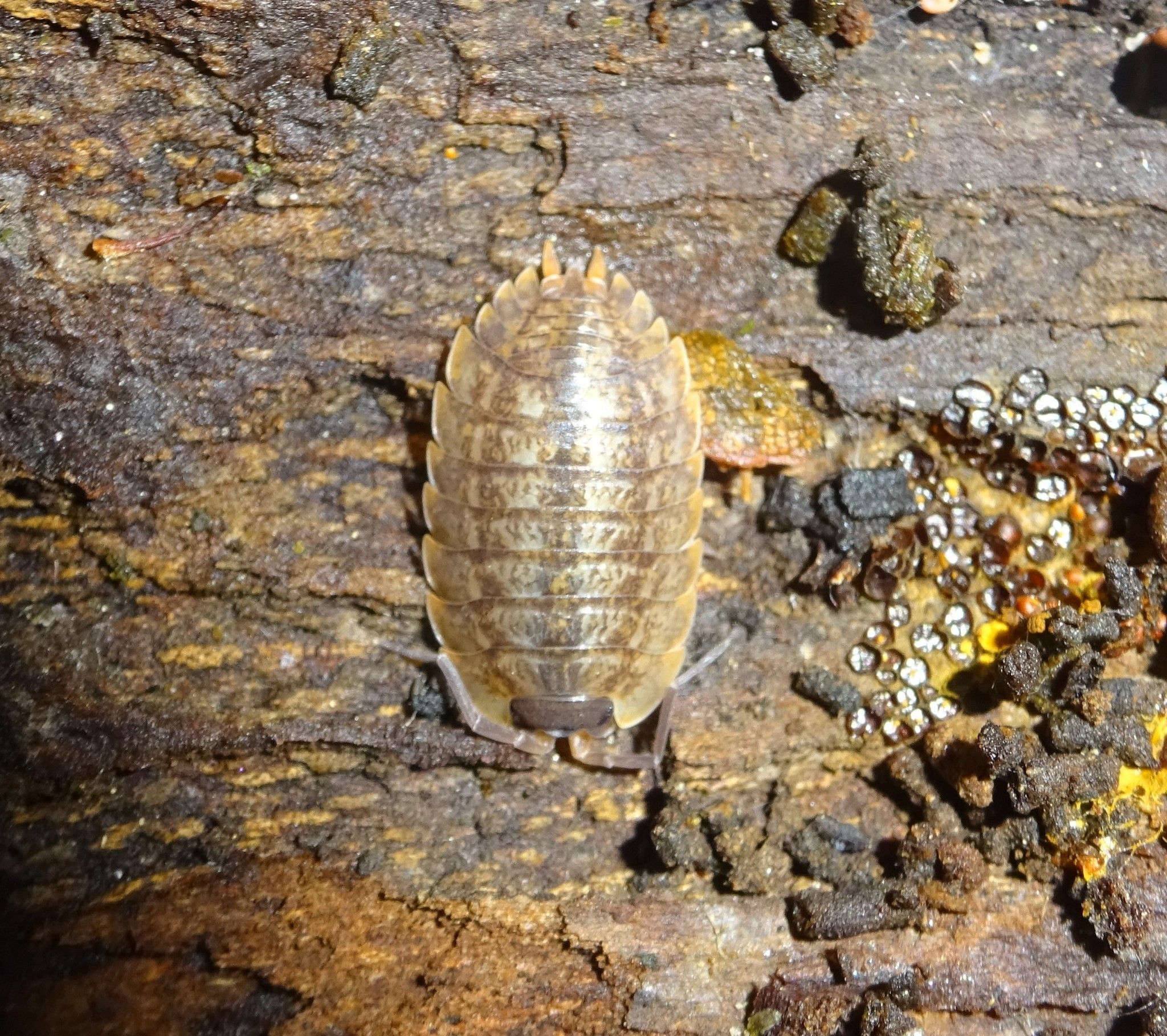
Porcellio montanus
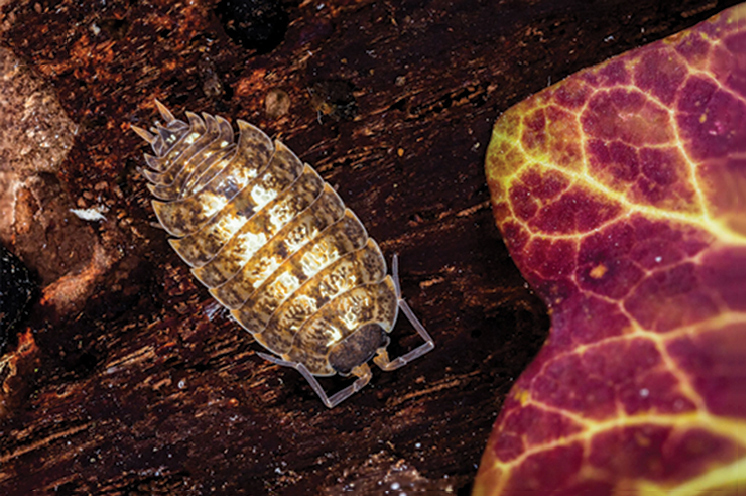
Porcellio monticola
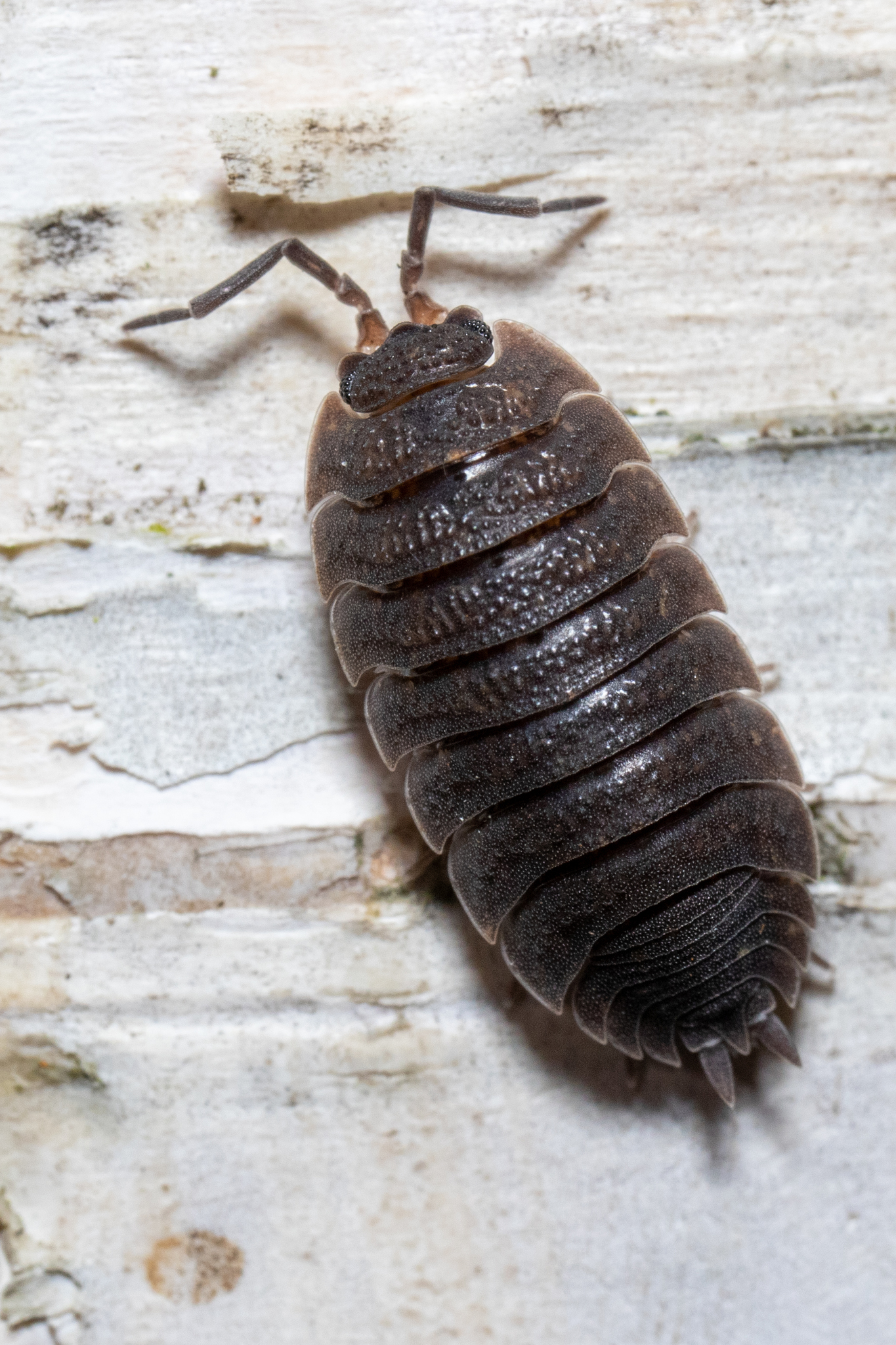
Porcellio scaber

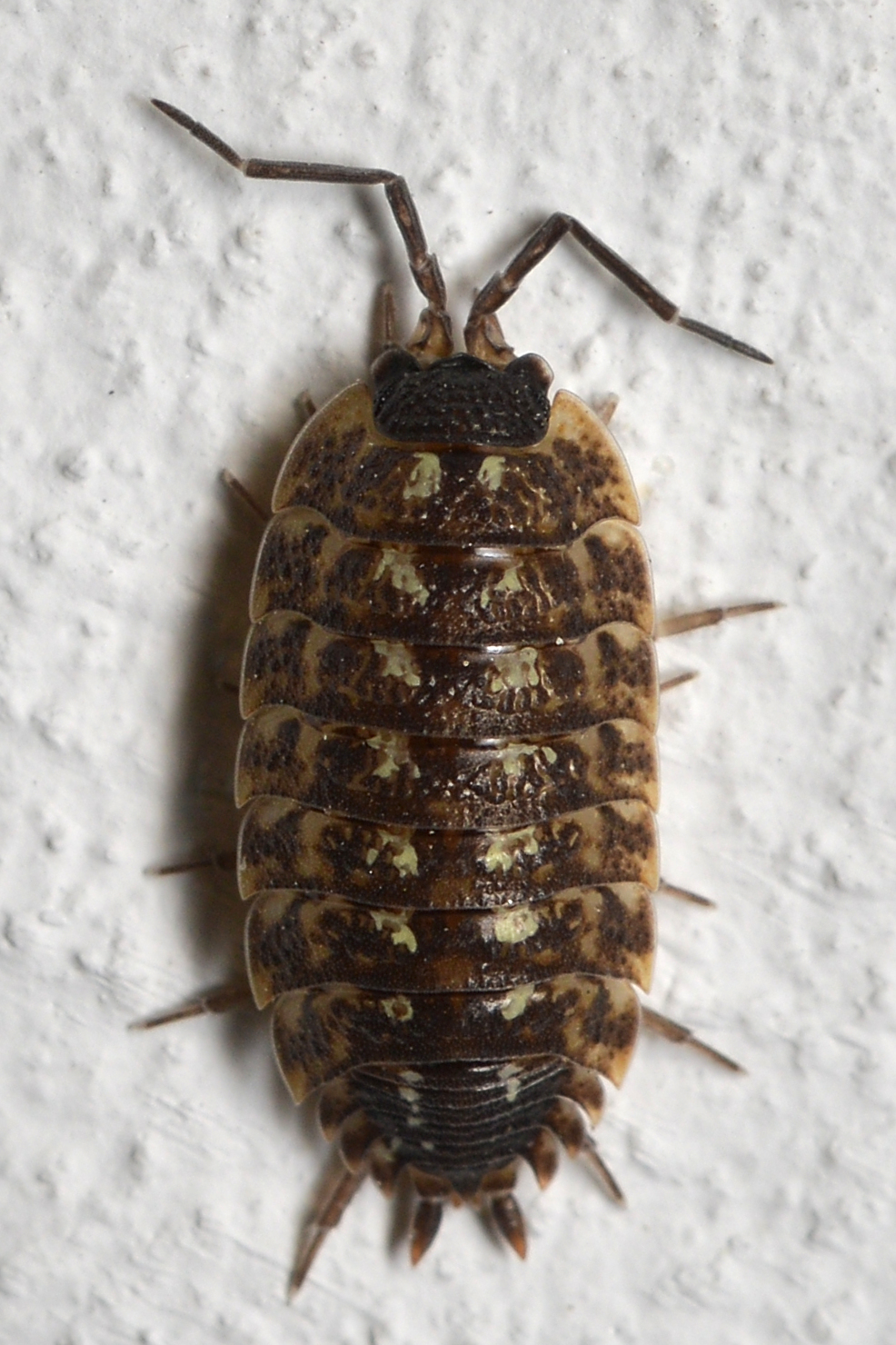
Porcellio spinicornis
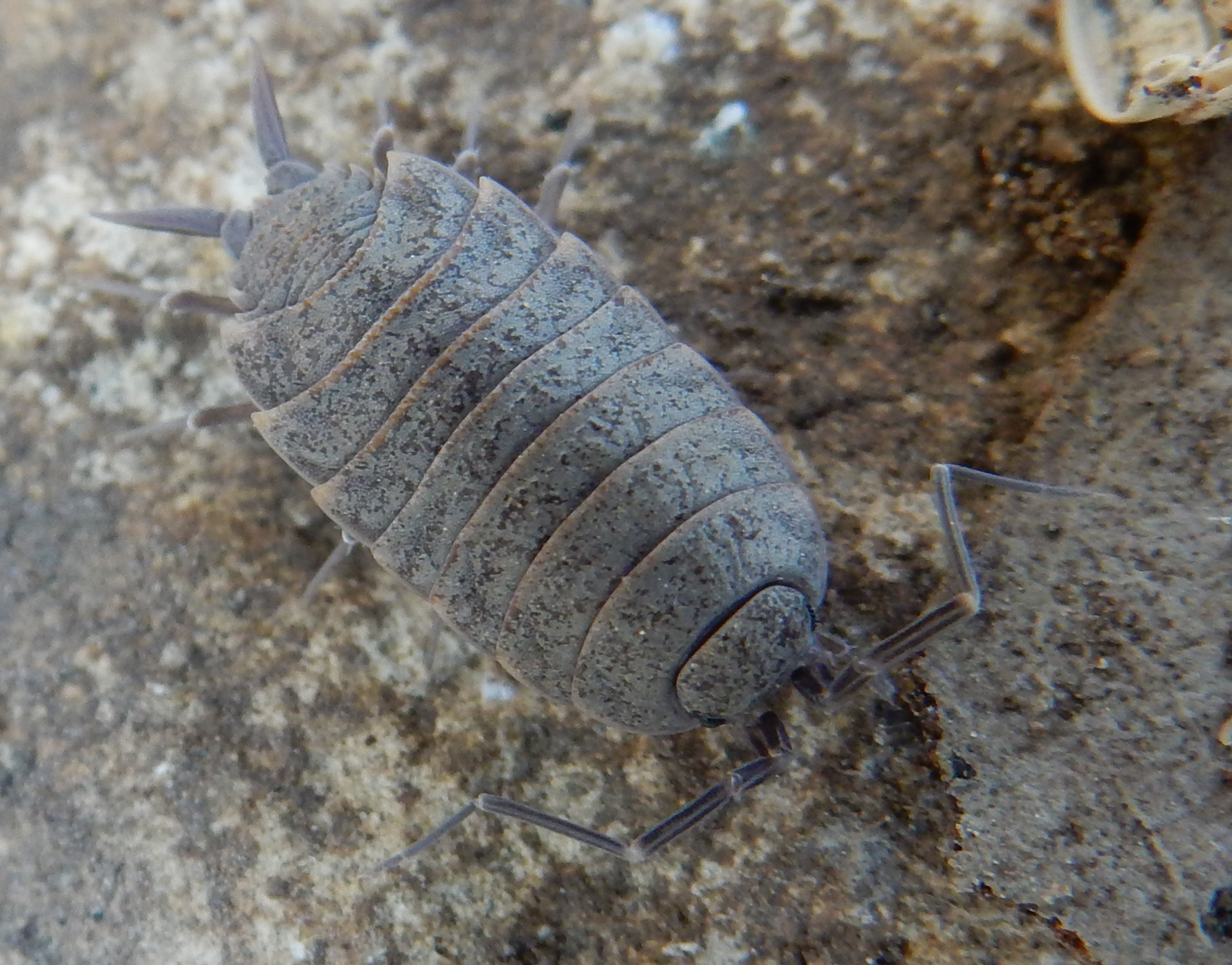
Porcellionides pruinosus